# Административно-территориальное деление Татарстана

## Административно-территориальное устройство
Согласно части 2 статьи 65 Конституции Республики Татарстан и Закону «Об административно-территориальном устройстве Республики Татарстан», субъект РФ включает следующие административно-территориальные единицы:
- 43 района
- 14 городов республиканского значения
  - территория города республиканского значения Казани состоит из районов города.

Полный перечень административно-территориальных единиц и населённых пунктов Татарстана содержит Реестр административно-территориальных единиц и населенных пунктов в Республике Татарстан.

### Города республиканского значения
1. Азнакаево
2. Альметьевск
3. Бавлы
4. Бугульма
5. Буинск
6. Елабуга
7. Заинск
8. Зеленодольск
9. Казань — столица Республики Татарстан
10. Лениногорск
11. Набережные Челны
12. Нижнекамск
13. Нурлат
14. Чистополь

Города республиканского значения Казань и Набережные Челны образуют муниципальные образования со статусом городского округа, не входящего в состав муниципальных районов. Остальные города республиканского значения Татарстана входят в состав соответствующих муниципальных районов в статусе городского поселения.
См. Городские округа

### Районы
См. Муниципальные районы
| №  | Район                   | Центр                  |
| -- | ----------------------- | ---------------------- |
| 1  | Агрызский район         | город Агрыз            |
| 2  | Азнакаевский район      | город Азнакаево        |
| 3  | Аксубаевский район      | пгт Аксубаево          |
| 4  | Актанышский район       | село Актаныш           |
| 5  | Алексеевский район      | пгт Алексеевское       |
| 6  | Алькеевский район       | село Базарные Матаки   |
| 7  | Альметьевский район     | город Альметьевск      |
| 8  | Апастовский район       | пгт Апастово           |
| 9  | Арский район            | город Арск             |
| 10 | Атнинский район         | село Большая Атня      |
| 11 | Бавлинский район        | город Бавлы            |
| 12 | Балтасинский район      | пгт. Балтаси           |
| 13 | Бугульминский район     | город Бугульма         |
| 14 | Буинский район          | город Буинск           |
| 15 | Верхнеуслонский район   | село Верхний Услон     |
| 16 | Высокогорский район     | поселок Высокая Гора   |
| 17 | Дрожжановский район     | село Старое Дрожжаное  |
| 18 | Елабужский район        | город Елабуга          |
| 19 | Заинский район          | город Заинск           |
| 20 | Зеленодольский район    | город Зеленодольск     |
| 21 | Кайбицкий район         | село Большие Кайбицы   |
| 22 | Камско-Устьинский район | пгт Камское Устье      |
| 23 | Кукморский район        | город Кукмор           |
| 24 | Лаишевский район        | город Лаишево          |
| 25 | Лениногорский район     | город Лениногорск      |
| 26 | Мамадышский район       | город Мамадыш          |
| 27 | Менделеевский район     | город Менделеевск      |
| 28 | Мензелинский район      | город Мензелинск       |
| 29 | Муслюмовский район      | село Муслюмово         |
| 30 | Нижнекамский район      | город Нижнекамск       |
| 31 | Новошешминский район    | село Новошешминск      |
| 32 | Нурлатский район        | город Нурлат           |
| 33 | Пестречинский район     | село Пестрецы          |
| 34 | Рыбно-Слободский район  | пгт Рыбная Слобода     |
| 35 | Сабинский район         | пгт Богатые Сабы       |
| 36 | Сармановский район      | село Сарманово         |
| 37 | Спасский район          | город Болгар           |
| 38 | Тетюшский район         | город Тетюши           |
| 39 | Тукаевский район        | город Набережные Челны |
| 40 | Тюлячинский район       | село Тюлячи            |
| 41 | Черемшанский район      | село Черемшан          |
| 42 | Чистопольский район     | город Чистополь        |
| 43 | Ютазинский район        | пгт Уруссу             |

### Районы в городе
Казань является городом республиканского значения в Татарстане, который разделён на административно-территориальные единицы — районы:
- Авиастроительный район
- Кировский район
- Вахитовский район
- Московский район
- Ново-Савиновский район
- Приволжский район
- Советский район

С конца 2010 г. объединены администрации следующих районов:
- Ново-Савиновский и Авиастроительный
- Приволжский и Вахитовский
- Московский и Кировский

Территориальное деление имеют также Набережные Челны, 3 района которого не являются ни административно-территориальными единицами, ни муниципальными образованиями.

### История административно-территориального деления республики

#### Советский период

##### 1920
27 мая 1920 — образована Татарская АССР с делением на 10 кантонов: Арский, Бугульминский, Буинский, Лаишевский, Мамадышский, Мензелинский, Свияжский, Спасский, Тетюшский и Чистопольский.

##### 1921—1923
5 января 1921 — Агрызская и Исенбаевская волости Сарапульского уезда, Качкинская, Трехсвятская, Казыльская, Ленинская (Лекаревская), Сарсак-Омгинская, Пьяноборская, Старо-Чекалдинская и Бимская волости Елабужского уезда Вятской губернии включены в состав ТАССР.
10 июля 1921 — из присоединённых к ТАССР территорий Елабужского и Сарапульского уездов, а также Черкасовской волости Мамадышског кантона и Салаушской волости Мензелинского кантона  создан Елабужский кантон; Ново-Чурилинская и Ядыгерская волости Мамадышского кантона переданы в Арский кантон, Алексеевская волость Лаишевского кантона передана в Чистопольский кантон.
20 июля 1921 — из западной части Мензелинского кантона создан Челнинский кантон в состав которого вошли Челнинская, Макаровская, Афанасовская, Мелекесская, Сухаревская, Токмакская, Ахметовская, Останковская, Заинская, Языковская, Нуркеевская, Ново-Спасская, Сармановская, Старо-Каширская, Александро-Карамалинская, Акташевская, Старо-Багряшская и Троицкая волости.
13 августа 1921 — Елабужский кантон разделён на два кантона:
- Елабужский состоящий из Казыльской, Качкинской, Кураковской, Ленинской, Трёхсвятской и Черкасовской волостей;
- Агрызский, состоящий из Агрызской, Бимско-Чекалдинской, Исенбаевской, Кучуковской, Пьяноборской, Салаушской и Сарсак-Омгинской волостей.
  - 18 августа Салаушская и Пьяноборская (Красноборская) волости исключены из состава Агрызского кантона и переданы Елабужскому.[6]

22 сентября 1921 года — масштабное изменение границ ТАССР:
- Селения Ибраево и Кряжлино Кряжлинской волости (фактически переданы не были) и селение Дымское Дымской волости Бyrуpyсланского уезда Самарской губернии присоединяются к Бугульминскому кантону АТССР, первые два к Салиховской волости, а последнее к Спасской волости.
- Сходневская волость Бугурусланского уезда Самарской губернии перечисляется в Бугульминский кантон АТССР.
- Сиделькинская волость Чистопольского кантона включается в состав Самарского уезда Самарской губернии
- Жедяевская и Юрткульская волости Спасского кантона (в старых границах) переданы Мелекесскому уезду Самарской губернии.[7]
- селение Татарские Шатрашаны Архангельской волости Симбирского уезда Симбирской губернии включено в Городищенскую волость Буинского кантона АТССР;
- Болыше-Цильнинская волость Буинского кантона без селений Большая Цильна, Старое Шаймурзино и Малое Шаймурзино, включена в состав Симбирского уезда Симбирской губернии.
- Кайсаровская волость Буинского кантона передана  в Симбирский уезд Симбирской губернии.[8]
- Ново-Шимкусская волость Тетюшского кантона, Шигирданская, Шемалаковская, Батыревская волости, селения Убей-Начарово, Ишмурзино Янтугановской волости Буинского кантона переданы Чувашской автономной области.
- селения Чувашские Ишли и Матаки Шемуршинской волости переданы Буинскому кантону АТССР.
- селения Айдарово, Акзегитово, Бакарчи, Кугушево, Тугаево, Сунчалеево Ново-Ковалинской волости, Большетябердино и Чутеево Кошелеевской волости, Хозесаново, Молькеево, Старые Курбаши, Старое Тябердино, Ново-Ишино, Янгозино-Суринское и Вторая Александровка Старо-Тябердинской волости Цивильского уезда Чувашской автономной области переданы АТССР.
- селения Ново-Андиберово, Апан-Демяши, Байдеряково, Байглычево, Верзние Яльчики, Избахтино, Малые Яльчики, Новое Байдеряково, Новое Имбулаево, Новое Изимбаево, Новое Тойдеряково, Старое Янашево, Новое Янашево, Таскаево Алексеевской волости, Новопоселенная Таяба, Байбердино, Аракчеево. Кужелка, Верхняя Воложка, Верхняя и Малая Таяба Верхне-Таябинской волости Тетюшского кантона переданы Чувашской автономной области.[7]
- Больше-Паратская волость и селения Учейкино, Данилкино, Пинжан-Кукмор, Малый и Большой Олыкъял Кукморской волости Арского кантона переданы Марийской автономной области;
- селения Малые Битаманы и Бикнараты Сотнурской волости и селения Новая Ура, Служилая Ура, Селенгур, Новые Куллары, Ключи-Сап, Семёновские Отары Шиньшинской волости Марийской автономной области переданы Арскому кантону АТССР.[9]

1 октября 1921 года — масштабное изменение границ ТАССР:
- селения Шудинской волости Арского кантона: Печищево, Талый Ключ, Семёновский, Хлебников, Буторино, Платинер, Пивоварово, Ральники, Илемас, Елькино, Большая Шурма, Дубровка, Порез, Новый Пукшинер и Малая Шурма отошли к Малмыжскому уезду Вятской губернии и образовали Ральниковскую волость;
- селения Нижне-Четаевской волости Арского кантона Азелино, Дерюшево, Большая и Старая Коса, Блиновский, Иванов Ключ, Нова Коса, Анисимов, Левины Прудки, Ирюк, Нослы, Старый и Новый Кугубор, Федины Прудки, Гражданский отошли Савальской волости Малмыжского уезда Вятской губернии;
- селения Китякской волости Арского кантона Алдырево, Акбатырево, Большой, Вотский и Малый Китяки, Каменный Ключ, Новый Смаиль, По речке Китяк, Сосновка, Старый и Средний Ноныгери, Фуражкино, Янгулово отошли Малмыжской волости Малмыжского уезда Вятской губернии;
- Ципьинская волость Малмыжского уезда Вятской губернии передаётся в состав Арского кантона ТАССР;
- селение Ходы Рожкинской волости Малмыжского уезда Вятской губернии передаётся Шудинской волости Арского кантона;
- селение Верх-Гоньба Шудинской волости Арского кантона передаётся в состав Рожскинской волости Малмыжского уезда Вятской губернии;
- селение Ершовка Асан-Илгинской волости Мамадышского кантона передано в Вятско-Полянскую волости Малмыжского уезда Вятской губернии.[10]
- селения Граховской волости Вотской автономной области Убалач, Новое Гришкино, Тогаево, Ибраш-Брюшли переданы в Елабужский кантон ТАССР;
- селения Варзия-Ятчинской волости: Средний Лог, Ново-Бизяково, Варзи-Омга, Балтачево, Балтачевский, Варзи-Пельга, Варзи-Алексеево переданы Елабужскому кантону ТАССР;
- селения Кураковской волости Елабужского кантона Стальной Ятцаз, Ятцазшур, Елкибаево, Варали, Черемисское Гондырево, Байтуганово и селения Черкасовской волости того же кантона Сарайкино и Чекчемир переданы Вотской автономной области.[11]

##### 1924
5 марта 1924 — В Татарской АССР проведено укрупнение волостей.
- Агрызский кантон
  - Омгинская волость, в состав которой вошли:
    - Сарсак-Омгинская и Кучуковская волости полностью;
    - селения Иж-Бобья, Иж-Байки Агрызской волости.

  - Исенбаевская волость, в состав которой вошли:
    - Исенбаевская и Старо-Чекалдинская волости полностью.
- Арский кантон
  - Ильинская волость, в состав которой вошли:
    - Ильинская волость полностью;
    - селения Ключи, Малые Ключи, Малиновка, Крутогорка, Светлое Озеро, Муравейник, Соловьёвка, Маёвка Кукморской волости;
    - селение Ивановское Ковалинской волости.

  - Воскресенская волость, в состав которой вошли:
    - Воскресенская волость без селения Матюшино, отходящего Столбищенской волости;
    - селения Вознесенское, Кабачище, Чернопенье, Самосырово, Кощаково, Званка, Черниково, Ново-Царёво 1-е, 2-е, 3-е Кощаковской волости;
    - селения Савиново, Караваево, Борисоглебское, Сухая Река Каймарской волости;
    - селения Чебакса, Белянкино Кощаковской волости;
    - селения Троицкая Нокса, Киндери, Большие и Малые Дербышки Калининской волости;

  - Калининская волость, в состав которой вошли:
    - Калининская волость без селений, отошедших Воскресенской волости;
    - Кощаковская волость без селений, отошедших Воскресенской и Пестречинской волостям;
    - Каймарская волость без селений, отошедших Воскресенской волости;
    - селение Старые и Новые Бирюли, Сидорова Пустошь, Петрова Белка, Чепчуги, Новые Ключи, Новопоселенное Тогашево, Сосновка, Кирилловка, Хохлово, Садилово Чепчуговской волости;
    - селение Мишавка Студёго-Ключинской волости.

  - Пестречинская (б. Кулаевская) волость, в состав которой вошли:
    - Кулаевская волость без селений Гильдеево и Богородское, отошедших Воскресенской волости;
    - селения Еленовка Тверитиновка, Шемелка, Шигали 1-е, 2-е, 3-е, 4-е, 5-е, 6-е, Починок 1-й и 2-й Кощаковской волости;
    - селение Люткино Державинской волости Лаишевского кантона;
    - селение Большие Кадыли Селенгушской волости Лаишевского кантона;
    - Черемышевская волость Лаишевского кантона полностью.

  - Столбищенская волость, в состав которой вошли:
    - Столбищенская волость полностью;
    - селение Матюшино Воскресенской волости;
    - селение Сокуры Державинской волости Лаишевского кантона.

  - Тукаевская (б. Мульминская) волость, в состав которой вошли:
    - Мульминская волость полностью;
    - Чепчуговская волость без селений, отошедших Калининской волости;
    - селение Кошлауч Больше-Менгерской волости.

  - Арская волость, в состав которой вошли:
    - Арская и Кармышская волости полностью;
    - селения Малые Верези, Новые Селищи, Новые Аты Ново-Кишитской волости;
    - селения Штырь, Шамсутдиновка, Гремячка, Платоновка Аркатовской волости Лаишевского кантона.

  - Чурилинская волость, в состав которой вошли:
    - Ново-Чурилинская волость полностью;
    - селения Изма-Пукаль, Большая Шикша-Олуяз Букмышской волости Мамадышского кантона.

  - Шеморданская (б. Ядыгерская) волость, в состав которой вошли:
    - Ядыгерская волость полностью;
    - селения Балыклы, Куркино-Старая-Кня-Юмья, Семён-Головино, Малая Кня-Юмья Старо-Юмьинской волости Мамадышского кантона.

  - Менделинская (б. Ковалинская) волость, в состав которой вошли:
    - Ковалинская волость, без селения Ивановское, отошедшее Ильинской волости;
    - Кукморская волость без селений отошедших Ильинской волости;
    - селение Большой Айбаш Студёно-Ключинской волости.

  - Дубъязская (б. Алатская) волость, в состав которой вошли:
    - Алатская волость без селений Большая и Малая Шухота, отошедших Тукаевской волости;
    - Студёно-Ключинская волость без селения Большой Айбаш, отошедшего Менделинской волости, и селения Мишавка, отошедшего Калининской волости;
    - селения Гарь и Шумлян Кулле-Киминской волости.

  - Атнинская волость, в состав которой вошли:
    - Больше-Атнинская волость полностью;
    - селения Новые Куюки, Кошары Больше-Менгерской волости;
    - селения Большая и Малая Шухота Алатской волости.

  - Кулле-Киминская волость, в состав которой вошли:
    - Кулле-Киминская волость без селений, отошедших Дубъязской волости;
    - Кшкловская волость без селений Новый и Старый Узюм, отошедших Ново-Кишитской волости.

  - Ново-Кишисткая волость, в состав которой вошли:
    - Ново-Кишисткая волость без селений Малые Верези, Новые Селищи и Новые Аты, отошедших Арской волости;
    - Больше-Менгерская волость без селений, отходящих Атнинской, Мамсинской и Тукаевской волостям;
    - селения Старый и Новый Узюм Кшкловской волости.

  - Мамсинская волость, в состав которой вошли:
    - Мамсинская волость без селения Сосмак-Пшенгер, отходящего Балтасинской волости;
    - селения Нуса, Мерзянь, Сарда-Пустошь, выселок Сарда, Старый Мамсинер, Сюльта, Сардабаш Арборской волости;
    - селение Старый Ашит Больше-Менгерской волости.

  - Балтасинская волость, в состав которой вошли:
    - Балтасинская волость полностью;
    - селение Сосмак-Пшенгер Мамсинской волости;
    - селения Верхняя и Нижняя Сосна Арборской волости.

  - Арборская волость, в состав которой вошли:
    - Арборская волость без селений, отошедших Мамсинской и Балтасинской волостям;
    - Шудинская волость полностью;
    - Ципьинская волость без селений, отходящих к Янгуловской волости;
    - селение Комаров-Завод Нижне-Четаевской волости.

  - Янгуловская волость, в состав которой вошли:
    - Янгуловская волость полностью;
    - Нижне-Четаевская волость без селения Комаров-Завод, отошедшего Арборской волости;
    - селения Старый, Средний и Сала-Кушкет, Барандашур, Сизнер, Старая Турья, Карык-Серма, Бикметово, Пор-Кутем Ципьинской волости.

  - Сардыкская (б. Китякская) волость, в состав которой вошли:
    - Кошкинкая и Китякская волости полностью.
- Бугульминский кантон
  - Бугульминская волость, в состав которой вошли:
    - Бугульминская волость полностью;
    - Спасская волость, без селений отходящих Бавлинской и Михайловской волостям;
    - селения Крымсарай, Средний Крымсарай, Покровский (?) Крымсарайской волости;
    - Сумароковская волость без селений отошедших Байрякинской и Азнакаевской волостяи;
    - селения Белый Ключ, Степной Зай, Токсак, Верхний Каран, Елховка, Александровский, Первореченский, Алкинский, Новая Письмянка Ново-Письмянской волости;
    - селения Микулино, Дмитриевка, Трактовый, Большая и Малая Фёдоровка, Бирючевка, Озёрный, Кузембетьево, Толстовка, Владимировка, Тетвель, Александровка, Алферевка, Ивановка, Киргиз-Ямаш, Фаевка, Чемодуровка, Павловка, Медный Завод Микулинской волости.

  - Бавлинская волость, в состав которой вошли:
    - Бавлинская волость полностью;
    - Крымсарайская волость без селений, отошедших Бугульминской волости;
    - селения Татарская Дымская, Рыково, Огородниково, Наратлы, Бакировский, Мало-Муртазинский Спасской волости.

  - Байрякинская волость, в состав которой вошли:
    - Байрякинская волость полностью;
    - селения Каракашлы, Салкын-Чишма, Урсаев Ключ Сумароковской волости;
    - селения Чекан, Новый Чекан, Сокольский Чеканской волости;
    - селение Таллыбуляк Сапеевской волости.

  - Тумутукская волость, в состав которой вошли:
    - Тумутукская волость аолностью;
    - Чеканская волость без селений, отошедших Байрякинской и Азнакаевской волостям;
    - селения Чалпы, Новые Чалпы, Наратлы-Елга Масягутовской волости.

  - Азнакаевская (б. Сапеевская) волость, в состав которой вошли:
    - Сапеевская волость без селений, отходящих Байрякинской волости;
    - селения Новое Митряево и Новое Урманаево Чеканской волости;
    - селения Зверевка, Оводовка, Монашкино, Ивановский, Иньковский, Тимашево, Каменка Микулинской волости;
    - селение Карамала-Елга Сумароковской волости.

  - Алькеевская волость, в состав которой вошли:
    - Алькеевская волость полностью;
    - Масягутовская волость без селений, отходящи Тумутукской волости;
    - селения Акчишма, Актуба, Аксу Микулинской волости.

  - Альметевская волость, в состав которой вошли:
    - Альметевская волость без селений Ямаш и Нолинки, отходящих Акташской волости Челнинского кантона;
    - Кичуйская волость без селений, отходящих к Чершилинской волости и Кузайкинской волости Челнинского кантона;
    - селения Менлибаево, Чупаево Старо-Суркинской волости;
    - селение Калейкино, Акташской волости Челнинского кантона;
    - селение Ново-Болгары, Старо-Каширской волости Челнинского кантона;
    - селение Кама-Исмагилово, Микулинской волости.

  - Абдрахмановская (б. Карабашская) волость, в состав которой вошли:
    - Карабашская волость полностью;
    - селенмя Кудашево, Тайсуган, Старая и Новая Бишмунча Микулинской волости;
    - селения Валеево, Новые Чершилы, Мартыново, Абдуллино, Туктар, Казанское, Горкино Ново-Письмянской волости;
    - селения Абрамовка и Васильевка Старо-Суркинской волости.

  - Чершилинская (б. Куакбашская) волость, в состав которой вошли:
    - Куакбашская волость полностью;
    - Старо-Кувакская волость без селений, отошедших Черемшанской волости;
    - Старо-Суркинская волость без селений, отошедших Альметьевской и Абдрахмановской волостям;
    - селения Урмышла, Ново-Елхово Шешминской волости;
    - селения Старая и Новая Варваринка Кичуйской волости.

  - Черемшанская волость, в состав которой вошли:
    - Черемшанская волость без селений, отходящих Кутеминской волости Чистопольского кантона;
    - Шешминская волость без селений, отходящих Чершилинской волости и Кузайкинской волости Челнинского кантона;
    - селения Старое и Новое Серёжкино, Мордовская Карамалка, Подлсное Утямышево Старо-Кувакской волости.

  - Шугуровская (б. Спиридоновская) волость, в состав которой вошли:
    - Спиридоновская волость полнстью;
    - селения Ромашкино, Северовка Ново-Письмянской волости;
    - селение Назаровка Сходневской волости.

  - Михайловская волость, в состав которой вошли:
    - Михайловская волость полностью;
    - Сходневская волость без селения Назаровка, отошедшего Шугуровской волости;
    - селения Дурасово, Савочкино Ново-Письмянской волости;
    - селение Коробково Спасской волости.

  - Поповская волость, в состав которой вошли:
    - Поповская волость полностью.

  - Салиховская волость, в состав которой вошли:
    - Салиховская волость полностью;
    - селения Ибраево, Кряжли Бугурусланского уезда Самарской губернии.
- Буинский кантон
  - Буинская волость, в состав которой вошли:
    - Кайбицкая, Рунгинская, Тимбаевская волости полностью;
    - Старо-Студенецкая волость без селений, отходящих Старо-Шаймурзинской волости;
    - селения Татарское Ентуганово, Чувашское Ентуганово, Каменный Брод, Сорок-Сайдаки Ентугановской волости;
    - селения Ивашево, Киять, Кугальня Киятской волости;
    - селения Ракитовка, Никольский Больше-Фроловской волости Тетюшского кантонаю

  - Старо-Шаймурзинская (б. Мало-Цильнинская) волость, в состав которой вошли:
    - Мало-Цильнинская волость полностью;
    - селения Новое Шаймурзино, Старые и Новые Тинчали, Тинчали Старо-Студенецкой волости.

  - Больше-Тарханская волость, в состав которой вошли:
    - Больше-Тарханская волость без селений, отошедших Бурундуковской волости;
    - Киртелинская и Сюндюковская волости полностью.

  - Бурундуковская волость, в состав которой вошли:
    - Бурундуковская и Пимурзинская волости полностью;
    - Киятская волость без селений, отходящих Буинской волости;
    - селения Новольяшево, Старое-Кульметьево, Тайба-Таушево Больше-Тарханской волости.

  - Убеевская волость, в состав которой вошли:
    - Убеевская волость полностью;
    - Ново-Какерлинская волость, без селений, отходящих Дрожжановской волости;
    - селения Вольный Стан, Верхний Чепкас Ентугановской волости.

  - Дрожжановская волость, в состав которой вошли:
    - Дрожжановская волость без селений отходящих Городищенской волости;
    - селение Новый Малый Татарский Саплык Ново-Какерлинской волости.

  - Городищенская волость, в состав которой вошли:
    - Городищенская волость полностью;
    - селения Старые и Новые Чукалы Дрожжановской волости.
- Елабужский кантон
  - Елабужская (б. Трёхсвятская) волость, в состав которой вошли:
    - Трёхсвятская и Качкинская волости полностью;
    - Ленинская волость без селений, отошедших Костенеевской волости;
    - селение Салтыковка Кураковской волости.

  - Костенеевская (б. Казыльская) волость, в состав которой вошли:
    - Казыльская волость полностью;
    - селение Покровское, Большая и Старая Армала Ленинской волости.

  - Камаевская (б. Кураковская) волость, в состав которой вошли:
    - Кураковская волость без селений, отошедших Елабужской волости.

  - Черкасовская волость, в состав которой вошли:
    - Черкасовская волость полностью.

  - Салаушская волость, в состав которой вошли:
    - Салаушская и Красноборская волости полностью.
- Лаишевский кантон
  - Рыбно-Слободская волость, в состав которой вошли:
    - Рыбно-Слободская волость без селений, отошедших Больше-Салтанской волости;
    - селения Троицкий и Донауровский Урай, Большая и Малая Осиновка, Бетьки, Дикое Поле Бетьковской волости;
    - селения Масловка, Дмитриевка, Брынка, Сорочьи Горы Масловской волости;
    - селения Гремячка, Большая и Малая Кульга Урахчинской волости.

  - Кугарчинская (б. Урахчинская) волость, в состав которой вошли:
    - Урахчинская волость без селений, отошедших Рыбно-Слободской и Ново-Арышской волостям;
    - Шумбутская волость полностью;
    - Кадряковская волость без селений, отошедших Ново-Арышской волости.

  - Тюлячинская волость, в состав которой вошли:
    - Тюлячинская волость полностью;
    - селения Трюк-Тямти, Верхние Метески, Большие Метески, Тямти-Метески, Донауровка Пановской волости;
    - селения Аланка, Аристовка, Балыклы, Ключищи, Кукча, Сауши, Панова Гора 1-я и 2-я, Шармаши, Нырсовары 1-е и 2-е, Янцевары Ключищенской волости.

  - Пановская волость, в состав которой вошли:
    - Пановская волость без селений, отошедших Тюлячинской волости;
    - Аркатовская волость без селений, отошедших Арской волости Арского кантона;
    - Селенгушская волость без селений, отошедших Салтанинской и Пестречинской волостям;
    - селение Толкияз Ключищенской волости;
    - Казыльская волость без селений, отошедших Ново-Арышской и Салтанинской волостям.

  - Салтанинская (Больше-Салтанская, б. Зюзинская) волость, в состав которой вошли:
    - Зюзинская волость полностью;
    - Татарский и Русския Янтык Чирповской волости;
    - Большой и Малый Ошняк Масловской волости;
    - селения Конь, Шали, Искиюрт Селенгушской волости;
    - селения Чита 1-я и 2-я, Крещёные Казыли, Крещёная Серда, Григорьевка, Отар-Дубровка Казыльской волости;
    - селение Верхний Татарский Ошняк Рыбно-Слободской волости.

  - Нармонская волость, в состав которой вошли:
    - Нармонская волость полностью;
    - селение Танеево Сараловской волости;
    - Державинская волость без селений, отходящих Пестречинской и Чирповской волостям и Столбищенской волости Арского кантона.

  - Сараловская волость, в состав которой вошли:
    - Сараловская волость без селений, отошедших Нармонской волости.

  - Чирповская волость, в состав которой вошли:
    - Чирповская волость без селений, отошедших Салтанинской волости;
    - селения Державино, Екатериновка, Старое и Среднее Девятово, Пелёво Державинской волости;
    - селения Большая и Малая Елга, Елга-Сабакаево Масловской волости.

  - Ново-Арышская (б. Бетьковская) волость, в состав которой вошли:
    - Бетьковская волость без селений, отошедших Рыбно-Слободской волости;
    - Ключищенская волость без селений, отошедших Тюлячинской и Пановской волостям;
    - селения Шадки, Верхние Меретяки, Шебулатово 1-е и 2-е Казыльской волости;
    - селения Кукеево, Ямашево Урахчмнской волости;
    - селения Алан-Полянка, Иванаево, Ураевы Челны Кадряковской волости.
- Мамадышский кантон
  - Мамадышская (б. Красногорская) волость, в состав которой вошли:
    - Красногорская волость полностью;
    - Старо-Кумазанская волость без селений, отошедших Вахитовской волости;
    - Мало-Кирменская волость без селений, отошедших Омарской и Усалинской волостям;
    - селение Грахань Троицко-Секинесьской волости.

  - Омарская волость, в состав которой вошли:
    - Омарская волость полность;
    - Троицко-Секинесьская волость без селений, отошедших Мамадышской волости;
    - селение Русские Кирмени Мало-Кирменской волости;
    - селения Урманчеево, Медный Завод Нижне-Суньской волости.

  - Усалинская (б. Нижне-Суньская) волость, в состав которой вошли:
    - Нижне-Суньская волость без селений, отошедших Омарской волости;
    - Шеморбашская волость без селений, отошедших Мамалаевской волости;
    - селения Верхние и Нижние Яки, Верхние Суни, Туркачи Мало-Кирменской волости.

  - Мамалаевская (б. Елышевская) волость, в состав которой вошли:
    - Елышевская волость полностью;
    - селения Верхние Шитцы, Чабки-Сабы, Сатышево Сатышевской волости;
    - селения Айдарово, Тямти, Гороховое Поле, Дюртели-Субаш Шеморбашской волости.

  - Абдинская волость, в состав которой вошли:
    - Абдинская волость полностью;
    - Кабык-Куперская волость без селений, отошедших Таканышской волости;
    - селения Ямбулатова Пустошь, Шапшинер, Ятмас-Дусаево Петропавловской волости.

  - Вахитовская (б. Зюринская) волость, в состав которой вошли:
    - Зюринская волость полностью;
    - селения Лубяны, Гурьевка, Плаксиха, Ефремов Починок, Кляуши, Пойкино, Отар-Илга, Сарбаш, Тогуз, Татарская Тулба Кляушской волости;
    - Каргала, Ахманово, Дюсметово, Крещенская Ерыкса, Новый Кумызан, Куюк-Ерыкса, Старая Шия Старо-Кумазанской волости.

  - Кукморская (б. Асан-Елгинская) волость, в состав которой вошли:
    - Асан-Елгинская волость полностью;
    - Старо-Юмьинская волость без селений, отошедших Шеморданской волости Арского кантона;
    - селения Новый Каинсар, Верхние Шуни, Княбаш, Чигайка Петропавловской волости;
    - селения Ново-Троицкий Починок, Салтык-Ерыкла, Бурсук-Елга, Каркаусь, Ташлы-Елга Кляушской волости.

  - Таканышская (б. Петропавловская) волость, в состав которой вошли:
    - Петропавловская волость без селений, отошедих Кукморской и Абдинской волостям;
    - Кляушская волость без селений, отходящих Вахитовской и Кукморской волостям;
    - селения Сосновый Мыс, Тулбаево, Шемяково Кабык-Куперской волости.

  - Сабинская (б. Сатышевская) волость, в состав которой вошли:
    - Сатышевская волость без селений, отошедших Мамалаевской волости;
    - Букмышская волость без селений, отошедших Чурилинской волости Арского кантона.
- Мензелинский кантон
  - Мензелинская волость, в состав которой вошли:
    - Мензелинская волость полностью;
    - Старо-Мелькенская волость без селений, отошедших Поисёвской и Семиостровской волостям;
    - селения Большая Ружевка, Ружевка, Ахматовка, Илларионовка, Екатериновка, Александровка, Можаровка Матвеевской волости;
    - селения Вольный, Верхний и Нижний Темирган, Вязовка Юшадинской волости;
    - селение Подгорный Байлар Кузкеевской волости.

  - Кузкеевская волость, в состав которой вошли:
    - Кузкеевская волость без селений, отошедших Мензелинской волости и Абдуллинской волости Челнинского кантона;
    - селения Калмаш, Кырныш, Батраково, Иванаево Макарьевской волости Челнинского кантона.

  - Семиостровская волость, в состав которой вошли:
    - Семиостровская волость полностью;
    - селения Кыркаинтуба, Старое Бикчентаево, Шабызбаш, Старое и Новое Курмашево Старо-Курмашевской волости;
    - селения Барсуково, Гареево, Азьметево, Старое и Новое Балтачево, Татарские и Черемисские Ямалы Такталачукской волости;
    - селение Кичнарат Старо-Мелькенской волости.

  - Актанышская волость, в состав которой вошли:
    - Актанышская волость полностью;
    - Такталачукская волость без селений, отошедших Семиостровской волости;
    - селение Султангулово Сатро-Курмашевской волости.

  - Байсаровская волость, в состав которой вошли:
    - Байсаровская волость полностью;
    - Старо-Курмашевская волость без селений, отошедших Семиостровской, Поисёвской и Актанышской волостям.

  - Амикеевская волость, в состав которой вошли:
    - Амикеевская волость полностью.

  - Муслюмовская (б. Ирехтинская) волость, в состав которой вошли:
    - Ирехтинская волость без селений, отошедших Ново-Мазинской волости;
    - Ново-Шуганская волость полностью.

  - Ново-Мазинская (б. Богодаровская) волость, в состав которой вошли:
    - Богодаровская волость полностью;
    - Юшадинская волость без селений, отошедших Мензелинской волости;
    - Матвеевская волость без селений, отошедших Поисёвской и Мензелинской волостям;
    - селения Именли, Тогашево, Красный Яр Ирехтинской волости;
    - селения Каинсаз, Новый Иркеняш Калтаковской волости.

  - Поисёвская волость, в состав которой вошли:
    - Поисёвская волость полностью;
    - Калтаковская волость без селений, отошедших Ново-Мазинской волости;
    - селение Ташлиярка Матвеевской волости;
    - селение Бикбулово 1-е и 2-е Старо-Мелькенской волости;
    - селение Апасево Старо-Курмашевской волости.
- Свияжский кантон
  - Свияжская (б. Верхнеуслонская) волость, в состав которой вошли:
    - Верхне-Услонская волость полностью;
    - Ширданская волость без селений, отошедших Ачасырской волости;
    - Юматовская волость без селений, отошедших Макуловской волости;
    - селения Бежбатман, Танайцево, Бритвино Косяковской волости.

  - Теньковская волость, в состав которой вошли:
    - Теньковская волость полностью;
    - селение Шеланга Ташёвской волости;
    - селения Большие Меми, Ямбулатово, Казыяр Ивановской волости.

  - Макуловская (б. Клянчинская) волость, в состав которой вошли:
    - Клянчинская волость полностью;
    - Ташёвская волость без селений, отошедших Теньковской волости;
    - селения Егидерево, Коргуза, Новая Коргуза, Сабуровка, Крестниково, Ивановка, Патрикеево Ивановской волости;
    - селения Куралово, Русское Бурнашево Юматовской волости.

  - Кушманская волость, в состав которой вошли:
    - Кушманская волость без селений, отошедших Ульянковской волости;
    - селения Старые Чечкабы, Большие Кайбицы Ульянковской волости;
    - селения Азбаба, Бурундуки, Верхнее Аткозино, Имели-Буртасы, Карамасары, Малые Меми, Сатламышево, Чукри-Аланово, Шигаево, Янгльдино Ивановской волости;
    - селения Татарские и Русские Наратлы, Шушерма, Беляево, Семенцово, Фёдоровская Азелеевской волости.

  - Нурлатская (б. Азелеевская) волость, в состав которой вошли:
    - селения Нурлаты, Кугеево, Молвино, Албаба, Булатово Косяковской волости;
    - селения Бакрчи, Акзегитово, Сунчелеево Тугаевской волости;
    - Азелеевская волость без селений, отошедших Кушманской и Ульянковской волостям.

  - Ульянковская волость, в состав которой вошли:
    - Ульянковская волость без селений, отошедших Кушманской волости;
    - селения Багаево, Арасланово, Кулабердино, Русские Азелеи, Агишево, Гордеево, Бурцево, Асеняково Азелеевской волости;
    - селения Кобызево, Лукино, Семекеево Кушманской волости;
    - селения Каргала 1-я и 2-я Каргалинской волости Тетюшского кантона.

  - Ачасырская (б. Косяковская) волость, в состав которой вошли:
    - селения Большие Ачасыры, Большие и Малые Ширданы Ширданской волости;
    - Косяковская волость без селений, отошедших Свияжской и Нурлатской волостям;
    - селения Тугаево, Кугушево, Айдарово Тугаевской волости.

  - Молькеевская волость, в состав которой вошли:
    - Молькеевская волость полностью.
- Спасский кантон
  - Спасская (б. Щербетская) волость, в состав которой вошли:
    - Щербетская волость полностью;
    - Пичкасская волость без селений, отошедших Левашёвской и Матаковской волостям;
    - Гусихинская волость без селений, отошедших Кузнечихинской и Матаковской волостям.

  - Трёхозёрская  волость, в состав которой вошли:
    - Трёхозёрская волость полностью.

  - Матаковская волость, в состав которой вошли:
    - Матаковская волость полностью;
    - селения Ямбухтино, Танино Пичкасской волости;
    - Ромодановская волость без селений, отошедших Левашёвской и Тиганской волостям;
    - селения Старые и Новые Ургагары Марасинской волости;
    - селения Старая и Новая Тахтала Гусихинской волости;
    - селения Татарское и Чувашское Шапкино Сихтерминской волости.

  - Кузнечихинская волость, в состав которой вошли:
    - Кузнечихинская волость полностью;
    - селения Фадеевка, Ижборискино, Попвка, Гусиха Гусихинской волости;
    - Сихтерминская волость без селений, отошедших Алькеевской и Матаковской волостям;
    - селение Старый Баран Старо-Барановской волости.

  - Юхмачинская волость, в состав которой вошли:
    - Юхмачинская волость полностью;
    - селение Налёткино Старо-Барановской волости.

  - Алькеевская волость, в состав которой вошли:
    - Алькеевская волость полностью;
    - селения Хурода, Ерябкино 1-е и 2-е, Сихтерма, Татарское Бурнашево Сихтерминской волости;
    - селения Алпарово, Татарское Муллино, Старое и Новое Камкино, Кармала, Меляша Марасинской волости.

  - Левашёвская (б. Лягушкинская) волость, в состав которой вошли:
    - Лягушкинская волость без селений, отходящих Тиганской волости;
    - селения Берёзовая Грива, Поповка, Базяково, Коюки, Бураково Пичкасской волости;
    - селения Масловка, Ромодан, Гурьевка, Языково, Демидовка Ромодановской волости.

  - Тиганская волость, в состав которой вошли:
    - Лягушкинская волость без селений, отошедших Билярской волости Чистопольского кантона;
    - селение Сухие Курнали Левашёвской волости;
    - селение Ошняк, Крещёный Баран, Александровка, Димитриевка, Калиновка Ромодановской волости;
    - селение Подлесная Шентала Красноярской волости Чистопольского кантона.
- Тетюшский кантон
  - Тетюшская (б. Колунецкая) волость, в состав которой вошли:
    - Колунецкая волость полностью;
    - Краснополянская волость без селений, отошедших Шемякинской волости;
    - селение Лаптевка Никифоровской волости;
    - селение Сюкеево, Долгая Поляна Сюкеевской волости.

  - Богородская волость, в состав которой вошли:
    - Богородская волость полностью;
    - Сюкеевская волость без селений, отошедших Тетюшской и Бикеевской волостям;
    - Больше-Янасальская волость без селений, отошедших Бикеевской волости.

  - Бикеевская (б. Больше-Кляринская) волость, в состав которой вошли:
    - Больше-Кляринская волость полностью;
    - селения Большие Янасалы, Бибеево, Казылёво-Ключищи, Балчыклы, Тарловка Больше-Янасальской волости;
    - Старо-Барышевская волость без селений, отошедших Шонгутской волости;
    - селения Малые Болгояры, Малые и Большие Атрясы, Смирновка, Роный Ключ Христофоровка Никифоровской волости;
    - селения Балтачево, Шаршаланы Сюкеевской волости.

  - Шонгутская волость, в состав которой вошли:
    - Ильинско-Шонгутская волость полностью;
    - селения Большие Когузи, Малые Когузи, Ясашное Барышево, Азимово Старо-Барышевской волости;
    - селения Марьино, Танаево, Ишеево, Новопоселённое Ишеево Никифоровской волости;
    - Шамбулыхчинская волость без селений отошедших Балтаевской волости.

  - Балтаевская волость, в состав которой вошли:
    - Средне-Балтаевская волость полностью;
    - Каргалинская волость без селений, отошедших Ульянковской волости Свияжского кантона;
    - селения Белая Воложка, Тутаево, Кукшум Алькеевской волости;
    - селения Средний Биябаш, Новопоселённый Биябаш, Бибеево-Биябаш, Эбалаково, Мурзино, Елеево Шамбуляхчинской волости.

  - Кильдуразовская волость, в состав которой вошли:
    - Черки-Кильдуразовская волость полностью;
    - Алькеевская волость без селений, отошедших Балтаевской волости;
    - селения Чирки-Бибкеево, Чирки-Дюртели Больше-Фроловской волости;

  - Шемякинская волость, в состав которой вошли:
    - Больше-Шемякинская волость полностью;
    - Больше-Фроловская волость без селений, отошедших Кильдуразовской волости и Буинской волости Буинского кантона;
    - селения Никифорово, Васильевка Никифоровской волости;
    - селение Ямбухтино Краснополянской волости.
- Челнинский кантон
  - Челнинская волость, в состав которого вошли:
    - Челнинская волость полнстью;
    - Мелексесская волость без селений, отошедших Афанасовской волости;
    - Макарьевская волость без селений, отошедших Кузкеевской волости;
    - селения Александровка, Князево, Елизваетино Останковской волости.

  - Заинская, в состав которого вошли:
    - Заинская волость без селений, отошедших Ахметьевской волости;
    - Токмакская волость без селений, отошедших Шингальчинской и Ахметьевской волости;
    - селения Натальевка, Байсар, Степановка Ново-Спасской волости.

  - Кузайкинская (б. Троицкая), в состав которого вошли:
    - Троицкая волость полностью;
    - селения Кителга, Сиренькино, Чувашское Сиренькино, Ерсубайкино, Клементейкино, Казачий Мост Старо-Багряшской волости;
    - селения Кичуй, Нагорная, Апакова Слобода, Михайловский Кичуйской волости Бугульминского кантона;
    - селения Багряш (Полянки) Шешминской волости Бугульминского кантона.

  - Акташская, в состав которого вошли:
    - Акташская волость без селений, отошедших Альметьевской волости Бугульминского кантона;
    - Ново-Спасская волость без селений, отошедших Заинской и Сармановской волостям;
    - селения Берёзовка, Каськи, Ново-Никольское, Степановка, Фёдоровка, Малые Шуганы, Балтаево, Гильмановский, Каменка, Хазовский, Рябиновка, Ново-Бикасаз Старо-Каширской волости;
    - селения Ямаш, Нолинка Альметьевской волости Бугульминского кантона.

  - Карамалинская, в состав которого вошли:
    - Александро-Карамалинская волость полностью;
    - Сарайли-Бикметьево, Лешев-Тамак, Нижний Лешев, Лешев, Дюсюмово, Ивановка, Кузяково, Старая и Новая Михайловка Старо-Каширской волости.

  - Сармановская, в состав которого вошли:
    - Сармановская волость без селений, отошедших Нуркеевской волости;
    - Старо-Каширская волость без селений, отошедших Акташской и Кармалинской волостям;
    - селения Кадыково, Николаевка, Исаково, Сармаш, Екатериновка Ново-Спасской волости;
    - селения Десипово, Петровка, Нарат-Асты, Куктау Языковской волости;
    - селение Фёдоровка Ново-Спасской волости.

  - Нуркеевская волость, в состав которого вошли:
    - Нуркеевская волость без селений, отощедших к Абдулловской волости;
    - Языковская волость без селений, отошедших Сармановской и Абдулловской волостям;
    - селения Кавзияк, Нижнее Бикметево Сармановской волости.

  - Абдулловская (б. Останковская) волость, в состав которого вошли:
    - Останковская волость без селений, отошедших Челнинской волости;
    - селения Мугуз-Илга, Зиканикуль, Тавлы-Дрюш, Старый Дрюш, Старое Клянчино Языковской волости;
    - селение Тлянчи-Тамак Нуркеевской волости;
    - селения Кузембетьево, Юски-Такермень Кузкеевской волости Мензелинского кантона.

  - Афанасовская волость, в состав которого вошли:
    - Афанасовская волость без селений, отошедших Шингальчинской и Ахметьевской волостям;
    - селения Берёзовая Грива, Борок, Старое Минькино, Новое Минькино Сухаревской волости;
    - селение Прости Мелекесской волости.

  - Ахметевская волость, в состав которого вошли:
    - Ахметевская волость полностью;
    - селения Тонгузино, Петропавловский Выселок, Верхние и Нижние Лузи Токмакской волости;
    - селения Поповка, Верхний, Средний и Нижний Багряш Заинской волости.

  - Шингальчинская (б. Сухаревская) волость, в состав которого вошли:
    - Сухаревская волость без селений, отошедших Афанасовской волости;
    - селения Шигальчи, Керекес, Иштеряково, Каракалпак, Сарсазбаш, Балчиклы, Клятли, Ташлык, Кашаевка Афанасовской волости;
    - селения Именлибаш, Средние, Верхние и Нижние Челны Токмакской волости.
- Чистопольский кантон
  - Галактионовская волость, в состав которой вошли:
    - Галактионовская (б. Старо-Иванаевская) волость без селений, отошедших Алексеевской волости;
    - Больше-Толкишская волость без селений отошедших Старо-Шешминской волости;
    - селение Токмакла Изгарской волости.

  - Старо-Шешминская волость, в состав которой вошли:
    - Старо-Шешминская волость без селений, отошедших Утяшкинской волости;
    - Богородская волость полностью;
    - селения Городищи, Кармалы, Полянки, Сарсазы, Большой и Средний Толкиш Больше-Толкишской волости.

  - Алексеевская волость, в состав которой вошли:
    - Алексеевская волость полностью;
    - селения Сахаровка, Степная Шентала, Николаевка, Малый Красный Яр, Красный Яр Красноярской волости;
    - селения Байтеряково, Утяковские Выселки Галактионовской волости.

  - Муслюмкинская волость, в состав которой вошли:
    - Муслюмкинская волость полностью;
    - Красноярская волость без селений, отошедших Алексеевской волости и Тиганской волости Спасского кантона;
    - селение Предтечино Изгарской волости.

  - Каргалинская волость, в состав которой вошли:
    - Каргалинская волость полностью;
    - Изгарская волость без селений, отошедших Галактионовской, Ново-Адамской и Муслюмкинской волостям;
    - Чебоксаро-Ленинская волость без селений, отошедших Ново-Шешминской волости.

  - Ново-Шешминская волость, в состав которой вошли:
    - Ново-Шешминская волость без селений, отошедших Утяшкинской волости;
    - селение Чебоксарка Чебоксарско-Ленинской волости;
    - селения Слобода-Волчья, Ново-Лебедка, Екатериновка Кутеминской волости;
    - селение Шегурча Ракашевской волости.

  - Билярская волость, в состав которой вошли:
    - Билярская волость без селений, отошедших Ново-Адамской волости;
    - селения Мараса, Гоголиха, Абалдуевка, Ерыкла, Тарое и Вольное Муллино Марасинской волости Спасского кантона;
    - селения Бутлеровка, Арбузов-Баран Лягушкинской волости Спасского кантона;
    - селения Сосновка, Старый Чувашский Адам, Черёмушка Ново-Адамской волости.

  - Ново-Адамская волость, в состав которой вошли:
    - Ново-Адамская волость без селений отошедших Билярской волости;
    - селение Васильевка Изгарской волости;
    - селения Нижняя и Верхняя Татарская Майна, Русская и Чувашская Майна Билярской волости.

  - Утяшкинская волость, в состав которой вошли:
    - Утяшкинская волость полностью;
    - Ракашевская волость без селений, отошедших Ново-Шешминской волости;
    - селение Вертубашка Ново-Шешминской волости;
    - селение Кулмакса Старо-Шешминской волости.

  - Старо-Альметьевская волость, в состав которой вошли:
    - Старо-Альметьевская волость без селений, отошедших Кривозёрской волости;
    - селение Щербень Кривоозёрской волости.

  - Аксубаевская волость, в состав которой вошли:
    - Аксубаевская волость без селений, отошедших Кутеминской волости;
    - селения Новая Киреметь и Новое Дёмкино Старо-Мокшинской волости.

  - Кривоозёрская (б. Старо-Мокшинская) волость, в состав которой вошли:
    - Старо-Мокшинская волость без селений, отошедших Старо-Альметьевской и Аксубаевской волостям;
    - селение Селенгуши Старо-Альметьевской волости

  - Чулпановская (б. Старо-Максимкинская) волость, в состав которой вошли:
    - Старо-Максимкинская волость без селений, отошедших Егоркинской волости;
    - селения Степное, Кривое и Чёрное Озеро Егоркинской волости;
    - селение Турноясы Юхмачинской волости Спасского кантона.

  - Егоркинская волость, в состав которой вошли:
    - Егоркинская волость без селений, отошедших без селений отошедших Чулпановской волости;
    - селения Лаврандаево, Илюшкино, Владимировка, Николаевка, Александровка Старо-Максимкинской волости.

  - Старо-Челнинская волость, в состав которой вошли:
    - Старо-Челнинская волость без селений, отошедших Кутушской волости.

  - Кутушская волость, в состав которой вошли:
    - Кутушская волость полностью;
    - селение Андреевский Починок Старо-Челнинской волости;
    - Старый Ильмовый Куст, Ильмовый Куст Кутеминской волости.

  - Кутеминская волость, в состав которой вошли:
    - Кутеминская волость без селений, отошедших Ново-Шешминской и Кутушской волостям;
    - селения Амирово, Лашманка Черемшанской волости Бугульминского кантона;
    - селения Старый Багряш, Нижнее Абдуллино, Чёрный Ключ, Тойметкино, Беркет-Ключ Старо-Багршской волости Челнинского кантона.

1924 — упразднён Агрызский кантон (его территория включена в Елабужский).

##### 1925
21 апреля 1925 года — селения Дрожановской волости Буинского кантона: Чувашские Ишли, Матаки, селения Убеевской волости того же кантона: Нижние Подлесные Шигали, Новые Убеи, Новые Шигали, Русское Дуваново, Старое Дуваново, Старые Убеи, Церковные Убеи, Хорновар-Шигали, Татарские Убеи и Коршанга-Шигали, селение Алексеевка Черки-Кильдуразовской волости переданы в состав Чувашской АССР (отменено в ноябре того же года).
30 ноября 1925 года — селение Ерыклы Шугуровской волости Бугульминского кантона передано Клявлинской волости Бугурусланского уезда Самарской губернии.

##### 1926
17 мая 1926 — деревня Хода Арборской волости Арского кантона передана в состав Рожкинской волости Малмыжского уезда Вятской губернии.

##### 1927
14 февраля 1927 — селения Янга-Аул и Новая Пижмара Арборской волости Арского кантона передана в состав Мари-Турекского кантона Марийской автономной области.
14 февраля 1927 — упразднены кантоны Лаишевский, Свияжский и Тетюшский (его территория включена в Буинский). Из территорий Лаишевского, Свияжского и части Елабужского кантонов образовано 8 районов:
- Воскресенский, в состав которого вошли:
  - Воскресенская, Столбищенская и Ильинская волостей полностью;
  - селения Щербаково, Кадышево, Макаровка, Семиозерная слобода, Петропавловский Калининской волости;
  - селения Русско-Черемисские Ковали, Ковали № 2, Осоко-Ковали, Кунгурцево, Тёплый Ключ, Ключевая Гора Менделинской волости Арского кантона.[18]
- Лаишевский, в состав котоорого вошли:
  - Сараловская и Нармонская волости полностью;
  - Чирповская волость без селений Сабакаево и Большая Елга, отошедшие Рыбно-Слободскому району;
  - селение Татарский Янтык Больше-Салтанской волости Лаишевского кантона.[18]
- Нурлат-Ачасырский, в состав которого вошли:
  - Нурлатская, Ачасырская волости полностью;
  - селения Соболевское, Карамышиха, Чулпаниха Макуловской волости
  - селения Тавгильдино, Агишево, Азелей Ульянковской волости.[18]
- Рыбно-Слободский, в состав которого вошли:
  - Ново-Арышская и Рыбно-Слободская волости полностью;
  - Больше-Салтанская волость без селений Татарский Янтык, отнесенного к Лаишевскому району, а также селений Конь, Шали, Большие Дивлезеры, Средние Дивлезеры, Екатериновка и Александровка, которые включаются в состав Пестречинской волости Арского кантона,
  - селения Казыли, Большие Казыли, Комаровка, Серда, Надежда, Новая Гремячка, Загорда и Колкомерка Пановской волости;
  - Кугарчинская волость, без селений Тебердины Челны, Малые Казаклары-Челны (Малое Коязково), Салтыганы, которые отходят Усалинской волости Мамадышского кантона,
  - селения Сабакаево и Большая Елга Чирповской волости Лаишевского кантона.[18]
- Свияжский, в состав которого вошли:
  - город Свияжск;
  - Свияжская волость полностью;
  - селения Куралово, Русское Бурнашево, Каинки, Клянчино, Малое Клянчино, Нижнее Малое Клянчино, Русское Макулово, Малая, Татарское Макулово, Сеитово Макуловской волости Свияжского кантона.[18]
- Теньковский, в состав которого вошли:
  - Теньковская волость полностью;
  - селения Малые Меми, Азбаба Кушманской волости;
  - селения Макуловской волости Свияжского кантона, кроме входящих в Свияжский и Нурлат-Ачасырский районы;
  - селения Старое Казыево, Азимово-Курлебаш, Тарловка, Балчаклы, Ивановка Бикеевской волости;
  - селений Шапкино и Антоновка Богородской волости Тетюшского кантона.[18]
- Ульянковский, в состав которого вошли:
  - Молькеевская волость полностью;
  - Кушманская волость без селений Малые Меми и Азбаба
  - Ульянковская волость Свияжского кантона без селений Тавгильдино, Агишево и Азелей.[18]
- Агрызский район, в состав которого вошли:
  - село Агрыз;
  - Омгинская волость Елабужского кантона.[18]
- Тюлячинская и часть Пановской волости (не вошедшая в состав районов), переданы Арскому кантону.

1 августа 1927 года — изменены внутренние границы районов и кантонов, а также переименованы районы:
- Воскресенский, Ульянковский и Нурлат-Ачасырский районы переименованы в Казанский, Кайбицкий и Нурлатский районы соответственно;
- селения Малые Меми и Азбаба отошли от Теньковского Кайбицкому району;
- селение Тавгильдино Нурлатского района передано Кайбицкому району;
- селения Старое Казыево, Азимово-Курлебаш, Балчаклы  Теньковского района переданы Бикеевской волости Буинского кантона;
- селение Шапкино Теньковского района передано Богородской волости Буинского кантона.[19]

19 сентября 1927 — центр Мамадышского кантона переведён в Кукмор (фактически не было исполнено).

##### 1928—1929
23 января 1928 — изменены границы ТАССР с Самарской губернией:
- из состава ТАССР в Самарскую губернию переданы:
  - из Чулпановской волости Чистопольского кантона в Степно-Шенталинскую волость Мелекесского уезда: селения Большое и Малое Максимкино, Емураткино, Андреевка, Антипкино, Ермаково, Малое Ермаково, Бикуловский Починок и Ерандаево;
  - из Михайловской волости Бугульминского кантона в Клявлинскому волость Бугурусланского уезда: селение Новая Дубёнка.
- из Самарской губернии в состав ТАССР переданы:
  - из Шламской волости Мелекесского уезда в Старо-Челнинскую волость Чистопольского кантона: селения Старое и Новое Иглайкино, Гавриловка, Верхний Нурлат, Нижний Нурлат, станция Нурлат Волго-Бугульминской железной дороги;
  - из Матвеевской волости Мелекесского уезда в Кузнечихинскую волости Спасского кантона: селения Степные, Средние и Подлесные Татарские Юрткули.[21]

9 июля 1928 — Сардыкская, Шеморданская и Янгуловская волости Арского кантона переданы Мамадышскому кантону.
10 ноября 1928 — изменены внутренние границы кантонов:
- деревня Дурасово Михайловской волости Бугульминского кантона передана в Бугульминскую волость того же кантона;
- посёлок Канаш Шонгутской волости Буинского кантона передан Теньковскому району;
- деревни Чемерцы, Травкино Лаишевского района переданы Казанскому району;
- посёлок Чулпан Ново-Мазинской волости Мензелинского района передан Мензелинской волости того же кантона;
- деревня Завод-Полянка, Заинской волости Челнинского кантона передана Ерыклинской волости Чистопольского кантона;
- посёлок Кзыл-Уракчи Билярской волости Чистопольского кантона передан Алькеевской волости Спасского кантона;
- посёлок Сабанчи Билярской волости Чистопольского кантона передан Матаковской волости Спасского кантона.[23]

1928, 10 декабря — упразднён Елабужский кантон (его территория включена в Челнинский). В связи с этим в административное деление республики внесены изменения:
- Шаршадинский сельсовет Салаушской волости бывшего Елабужского кантона передан Агрызскому району.
- Больше-Арамалинский сельсовет Костенеевской волости  бывшего Елабужского кантона передан Елабужской волости;
- Бессоновский сельсовет Мамадышской волости Мамадышского кантона передан Костенеевской волости Челнинского кантона.[24][24]

17 декабря 1928 — селение Ново-Ишино Кайбицкого района передано в состав Канашского района Чувашской АССР.
17 декабря 1928 — селение Обухово Лаишевского района передано в состав Казанского района.

##### 1929
1 августа 1929 года — Бессоновский сельсовет Костенеевской волости Челнинского кантона возвращён Мамадышской волости Мамадышского кантона.

##### 1930
10 августа 1930 — упразднены все оставшиеся кантоны. Вместо них образованы районы:
- Аксубаевский, в состав которого вошли:
  - Аксубаевская волость, за исключением селения Старое Ибрайкино, отошедшего Первомайскому району;
  - Кривозёрская волость, за исключением селений, отходящих Октябрьскому району;
  - селение Новое и Старое Тимошкино, Рождественский, Фёдоровский, Николаевское, Большой и Малый Кулаковский, Беловка, Алексеевское, Старые и Новые Кутуши, Старое и Новое Узеево Кутушевской волости;
  - селения Савруши, Нижние, Средние и Старые Савруши, Васильевский, Савгачево, Урмандеево, Сталина № 2, Сидул-Ерыклы Ново-Адамской волости Чистопольского кантона.[27]
- Актанышский, в состав которого вошли:
  - Актанышская, Байсаровская волости полностью;
  - Семиостровская волость, за исключением селения Калмурзино, отходящего Мензелинскому району;
  - селения Зиланово, Чуракаево, Старое и Новое Агбязово, Табанлыкуль, Новопокровка, Зириклы, Новое Альметьево, Тырыш Амикеевской волости;
  - селения Апасово, Атясево, Усы Поисёвской волости Мензелинского кантона.[27]
- Акташский, в состав которого вошли:
  - Акташская волость полностью;
  - Кузайкинская волость, за исключением селения Дальняя Ивановка, отошедшего Ново-Шешминскому району;
  - селения Поручиково, Чубуклы, Сарапала, Светлое Озеро, Александрова-Слобода, Онбия, Шумыш, Новосёловка Заинской волости Челнинского кантона;
  - селения Старая и Новая Варваринка, Киргиз-Полянка Чершилинской волости Бугульминского кантона.[27]
- Алексеевский, в состав которого вошли:
  - Алексеевская волость Чистопольского кантона полностью;
  - Левашёвская волость, за исключением селений, отошедших Спасскому и Билярскому районам;
  - селения Куркуль, Сухие Курнали, Ясная Поляна, Урал Тиганской волости Спасского кантона.[28][27]
- Алькеевский, в состав которого вошли:
  - Алькеевская и Юхмачинская волости полностью;
  - Кузнечихинская волость, за исключением селений, отошедших Спасскому району;
  - Матаковская волость Спасского кантона, за исключением селений, отошедших Спасскому району.[28][27]
- Альметьевский, в состав которого вошли:
  - Альметьевская волость полностью;
  - Абдрахмановская волость, за исключением селений, отошедших Бугульминскому району;
  - селения Старое и Новое Суркино, Сходнево-Чертанла Чершелинской волости;
  - селения Сулеево, Шарлама, Урсалибаш Алькеевской волости Бугульминского кантона;
  - селения Старая и Новая Михайловка, Гульбакча, Байляр, Ирекле, Зюкали, Бураклы Кармалинской волости Челнинского кантона.[27]
- Апастовский, в состав которого вошли:
  - Балтаевская волость, за исключением селений, отошедших Буинскому и Кайбицкому районам;
  - селения Деушево, Кулганы, Куштово, Старое Бурнашево Кильдуразовской волости;
  - Шонгутская волость, за исключением селения Кабы-Копри;
  - селения Тюбяк-Чирки, Алабердино, Байрашево, Никифорово, Васильевка, Карабаево, Байлют, Старые Юмралы Шемякинской волости;
  - селения Большие Болгояры, Альмендерово, Бурнашево, Большие и Малые Атряси, Ровный Ключ, Христофоровка, Смирновка, Малые Болгояры, Туйбахтино Бикеевской волости Буинского кантона.[29][27]
- Арский, в состав которого вошли:
  - Арская волость полностью;
  - Тукаевская волость, за исключением селений, отошедших Тукаевскому, Дубъязскому и Пестречинскому районам;
  - Ново-Кишитская волость, за исключением селений, отошедших Тукаевскому району;
  - Ново-Чурилинская волость, за исключением селений, отошедших Сабинскому району;
  - селение Бимери (Апайкина-Гарь) Балтасинской волости Арского кантона.[29][27]
- Бавлинский, в состав которого вошли:
  - Бавлинская, Поповская, Салиховская волости полностью;
  - селения Апсалямово, Уруссы, Байлярово, Салкын-Чишма, Каракашлы, Хезмет, Татарстан, Ютаза, Биек-Тау, Иски-Елга, Ак-Юл, Ик Байрякинской волости Бугульминского кантона.[27]
- Билярский, в состав которого вошли:
  - Билярская волость полностью;
  - Ново-Адамская волость, за исключением селений, отошедших Аксубаевскому и Чистопольскому районам;
  - Старо-Альметьевская волость Чистопольского кантона, за исключением селений отошедших Октябрьскому району;
  - Тиганская волость, за исключением селений, отошедших Чистопольскому и Алексеевскому районам;
  - селения Масловка, Ромодан, Суслово, Сормус, Рукав, Рейн, Сергеево, сельхозартель «Возрождение» Левашёвской волости Спасского кантона.[27]
- Бондюжский, в состав которого вошли:
  - посёлок Бондюжского завода;
  - Камаевская волость полностью.
- Бугульминский, в состав которого вошли:
  - город Бугульма;
  - Бугульминская волость полностью;
  - Михайловская волость, за исключением селений, отошедших Шугуровскому району;
  - селения Алёшкино, Горкино, Мартыново, Валеево, Чершелинский Абдрахмановской волости;
  - селения Тимашевского сельсовета Азнакаевской волости Бугульминского кантона.[27]
- Буинский, в состав которого вошли:
  - город Буинск
  - Буинская волость полностью;
  - Шаймурзинская волость, за исключением селений, отошедших Дрожжановскому району;
  - Бурундуковская волость, за исключением селений, отошедших Тетюшскому району;
  - Тарханская волость, за исключением селений, отошедших Тетюшскому району;
  - Кильдуразская волость; за исключением селений, отошедших Апастовскому району;
  - селения Большая Карланга и Степановка Шемякинской волости;
  - селение Аксу Балтаевской волости Буинского кантона.[29][27]
- Дрожжановский, в состав которого вошли:
  - Дрожжановская, Городищенская и Убеевская волости полностью;
  - селения Большая и Малая Цильна Шаймурзинской волости Буинского кантона.[29][27]
- Дубъязский, в состав которого вошли:
  - Менделинская и Дубъязская волости полностью;
  - селения Махмур, Уразлино, Атамыш и Улля Кулле-Киминской волости;
  - селения Уньба, Глухово, Ковали, Тохтамыш, Красна, Берляково, Русская Айша 2-я, Татарская Айша 2-я, Инса Тукаевской волости;
  - селения Мамоново, Лука, Маматово, Мишавка, Садилово, Хохлово, Толмачи, Бимери, Усады, Чубарово, Ильино, Усадское ПО, Новое Мамонино, Сосновка, Тогашево, Кирилловка Калининской волости Арского кантона.[29][27]
- Елабужский, в состав которого вошли:
  - город Елабуга;
  - Елабужская, Костенеевская, Черкасовская волости Челнинского кантона полностью.[27]
- Камско-Устьинский, в состав которого вошли:
  - Камско-Устьинская волость полностью;
  - Бикеевская волость за исключением селений, отошедших к Апастовскому району;
  - селение Сюкеево Тетюшской волости Буинского кантона.[29][27]
- Красноборский, в состав которого вошли:
  - Салаушская, Исенбаевская волости Челнинского района полностью;
  - селение Татарские Шаршады Агрызского района.[27]
- Кукморский, в состав которого вошли:
  - Кукморская, Сардыкская, Шеморданская волости Мамадышского кантона полностью;
  - селение Алань Янгуловской волости Мамадышского кантона.[29][27]
- Мамадышский, в состав которого вошли:
  - город Мамадыш;
  - Мамадышская и Омарская волости полностью;
  - Усалинская волость, за исключением селений, отошедших Рыбнослободскому району;
  - селения Куюк-Ерыкса, Новый Кумазан, Ахманово, Гришкино, Ново-Черкасы, Комаровка, Вахитово, Большая Шия, Каргалы Вахитовской волости Мамадышского кантона.[28][27]
- Мензелинский, в состав которого вошли:
  - город Мензелинск;
  - Мензелинская волость полностью;
  - Ново-Мазинская волость, за исключением селений, отошедших Муслюмоскому району;
  - Поисёвская волость, за исключением селений, отошедших Муслюмовскому и Актанышскому районам;
  - Кузкеевская волость, за исключением селений отошедших Челнинскому району;
  - селение Калмурзино Семиостровской волости Мензелинского кантона;
  - селения Приволье, Исангулово, Сосновый Брод, Шикар-Каин, Артамоновка, Новые Челны Абдуллинской волости Челнинского кантона.[27]
- Муслюмовский, в состав которого вошли:
  - Муслюмовская волость полностью;
  - Амикеевская волость, за исключением селений, отошедших Актанышскому району;
  - селения Турушево, Мари-Буляры, Семяково, Сасы-Буруново, Русская и Татарская Мушуга, Атрякли, Старое и Новое Калтаково, Чуплюково, Тигерменчи, Старый Иркиняш, Ятово, Исансупово, Чишма Поисёвской волости;
  - селения Тогашево, Тигирменчи, Шуран, Верхний Шуран, Приют-Шуран, Пётр-Шуран, Имянли, Новый Иркеняш, Каинсаз, Ивановка Ново-Мазинской волости Мензелинского кантона;
  - селения Ташлыяр, Атлас, Ковзяк-Тамак, Михайлово, Ушуган Кармалинской волости Челнинского кантона.[27]
- Новошешминский, в состав которого вошли:
  - Ново-Шешминская и Ерыклинская волости Чистопольского кантона полностью;
  - селение Дальняя Ивановка Кузайкинской волости Челнинского кантона.[27]
- Октябрьский, в состав которого вошли:
  - Старо-Челнинская, Егоркинская, Чулпановская волости полностью;
  - селения Малое Сунчелеево, Мамыково Криво-Озёрской волости;
  - селения Верхний и Нижний Тимерлик Альметьевской волости;
  - селения Андреевский Починок, Восход Кутушской волости Чистопольского кантона.[27]
- Первомайский, в состав которого вошли:
  - Кутеминская волость полностью;
  - Кутушская волость, за исключением селений, отходящих Аксубаевскому и Октябрьскому районам;
  - селение Старое Ибрайкино Аксубаевской волости Чистпольского кантона;
  - Черемшанский, Верхний- и Нижне-Карамальский, Шешминский, Андреевский, Мордово-Афонькинский, Верхне- и Нижне-Чегодайкинский, Старо-Утямышевский сельсоветы с селениями Малая Чегодайка, Три Сосны. Ликчи, Караси, Труд, Сотниково, Свободный Пахарь, Чермышка, Багряш, Павловка, Петровка, Софьевка, Чувашское Афонькино Черемшанской волости Бугульминского кантона.[27]
- Пестречинский, в состав которого вошли:
  - Пестречинская и Пановская волости полностью;
  - селения Таутермень, Янцевары, Нырсовары Тюлячинской волости;
  - селение Ивановка Тукаевской волости;
  - селения Приютово, Анненково, Николаевка Калининской волости Арского кантона;
  - селения Казыли, Комаровка, Надежда, Новая Гремячка, Верхние Русские Казыли, объединяемые Казыльским сельсоветом, и селения Чита, Искиюрт, Шебулатово, Кряш-Серда, Дубровка, Крещёные Казыли, Свобода, Григорьевка, Колкомерка Рыбнослободского района.[29][27]
- Сабинский, в состав которого вошли:
  - Сабинская волость полностью;
  - Тюлячинская волость, за исключением селений, отошедших Пестречинскому району;
  - Мамалаевская волость, за исключением селений, отошедших Рыбно-Слободскому району;
  - Абдинская волость Мамадышского кантона, за исключением селений, отошедших Таканышскому району;
  - селения Кренни, Сюля, Верхний и Нижний Семит, Старый Мичан, Бакшанда, Нижние Отары, Олуяз, Пукаль, Верхние Отары, Курсабаш, Верхний Мичан, Курбаш Ново-Чурилинской волости Арского кантона.[29][27]
- Сармановский, в состав которого вошли:
  - Сармановская, Нуркеевская волости полностью;
  - Кармалинская волость, за исключением селений, отошедших Мулсюмовскому и Альметьевскому районам;
  - селения Средний, Верхний, Малый и Новый Багряш Ахметьевской волости;
  - селения Налим, Верхний Налим, Новый Налим, Басар, Фёдоровка, Натальевка, Михайловский, Степановка Заинской волости Челнинского кантона.[27]
- Спасский, в состав которого вошли:
  - город Спасск;
  - Спасская волость полностью;
  - Трёхозёрская волость без селений, отошедших Тетюшскому району;
  - селения Фадеевка, Иж-Борискино, Кошки, Ново-Троицкий Кузнечихинской волости;
  - селения Старая и Новая Тахтала, Ямбухтино, Культура, Горн, Церковные Салманы, Танино, Хлебодаровка, Аннино, Старосельское, Улемовка, Сабуровка Матаковской волости;
  - селения Ямкино, Бураково и Каюки Левашёвской волости Спасского кантона.[28][27]
- Таканышский, в состав которого вошли:
  - Таканышская волость полностью;
  - Вахитовская волость, за исключением селений, отошедших Мамадышскому району;
  - селения Кабык-Купер, Тавели, Васильево, Сартык, Ишкеево, Никифорово, Ногашево, Чакса, Ямбулатова Пустошь, Дусаево, Шапшинер Абдинской волости Мамадышского кантона.[28][27]
- Тетюшский, в состав которого вошли:
  - город Тетюши;
  - Тетюшская волость без селения Сюкеево;
  - Шемякинская волость, за исключением селений, отошедших к Буинскому и Апастовскому районам;
  - селения Кадышево, Киртели, Кильдишево, Большие, Нижние, Верхние и Малые Тарханы, Мантово, Красные Тарханы 1-е и 2-е, Берлек, Новая Кульметьевка, Красный Октябрь Тарханской волости;
  - селения Жуково, Сумароково, Нижнее Сумароково, Александровка, Терентьевка, Красная Звезда, Салмановка, Старая Кульметьевка, Максимовка, Ново-Льяшево, Кошки, Тайба-Таушево, Маёвка, Хулаш, Русские Кищаки, Кильна, Красные Дворики, Байковка, Чувашское Черепаново, Кошки-Ново-Тимбаево Бурундуковской волости Буинского кантона;
  - селения Комаровка и Подгорный Трёхозёрской волости Спасского кантона.[29][27]
- Тукаевский, в состав которого вошли:
  - Атнинская волость полностью;
  - Кулле-Киминская волость, за исключением селений, отошедших Дубъязскому району;
  - селения Кошлауш, Старая Юльба, Большая Серда, Сунгурово, Епанчино Тукаевской волости;
  - Мамсинская волость, за исключением селений, отходящих Тюнтерскому району;
  - селения Новый Кишит, Старый Кишит, Бахтияр, Новый Менгер, Старый Тазлар, Мокша, Большой Менгер, Тарлово, Мендюш, Кошары, Наянгуш, Семитбаш, Ашитбаш, Старый и Новый Узюм Ново-Кишитской волости Арского кантона.[29][27]
- Тумутукский, в состав которого вошли:
  - Тумутукская волость полностью;
  - Азнакаевская волость, за исключением селений Зверевка, Тимяшево, Осиновый Гай, Каменка, Большая Поляна, Чеганны, Садовка, Афанасьевка, Икново, Оводовка, Знаменка, Холмовка, Перуцкий, отошедших Бугульминскому району;
  - Алькеевская волость, за исключенем селений, отошедших Альметьевскому району;
  - Байрякинская волость Бугульминского кантона, за исключекнием селений, отошедших Бавлинскому району.[27]
- Тюнтерский, в состав которого вошли:
  - Арборская волость полностью;
  - Балтасинская волость без селений, отошедших Арскому району;
  - селения Сардабаш, Сарда-Пустошь, Сарда-Починок, Нусы, Мирзян, Каратай, Шанабаш, Угузиловка, Урмяк, Ново-Ашит и Ишнарат Мамсинской волости Арского кантона;
  - Янгуловская волость Мамадышского кантона бе селений, отошедших Кукморскому району.[29][27]
- Челнинский, в состав которого вошли:
  - Челнинская волость полностью;
  - Абдулловская волость, за исключением селений, отошедших Мензелинскому району;
  - Ахметьевская волость, за исключением селений, отошедших Сармановскому району;
  - Афанасьевская волость, за исключением селений, отошедших Шереметьевскому району;
  - селения Шингальчи, Кашаево, Клятли, Балчиклы, Ташлык, Сарсаз-Бли, Иштеряково, Керекес, Караколпак Шингальчинской волости Челнинского кантона;
  - селение Калмашево Кузкеевской волости Мензелинского кантона.[27]
- Чистопольский, в состав которого вошли:
  - город Чистополь;
  - Галактионовская, Каргалинская, Муслюмкинская волости полностью;
  - селения Чувашский и Крещёный Елтан, Верхняя и Нижняя Кондрата, артель «Луч», Ишалькино, Алга, Васильевка Ново-Адамской волости;
  - Средний и Большой Толкиш, Сарсазы, Малая Полянка, Калиновка, Суворовка Старо-Шешминской волости Чистопольского кантона;
  - селения Андреевка, Берёзовка, Средние и Нижние Тиганы Тиганской волости Спасского кантона;
  - селения Стекольный Завод, Якунино, Фурутино Рыбнослободского района.[28][27]
- Шереметьевский, в состав которого вошли:
  - Шингальчинская волость, за исключением селений, отошедших Челнинскому району;
  - селения Борок, Старое и Новое Минькино, Берёзовая Грива Афанасовской волости;
  - Заинская волость Челининского кантона, за исключением селений, отошедших Сармановскому и Акташскому районам;
  - Старо-Шешминская волость Чистопольского кантона, за исключением селений, отошедших Чистопольскому району.[27]
- Шугуровский, в состав которого вошли:
  - Шугуровская волость полностью;
  - Чершилинская волость, за исключением селений, отошедших Альметьевскому и Акташскому районам;
  - Черемшанская волость, за исключением селений, отошедших Первомайскому району;
  - селения Сходнево, Урмандеевка Михайловской волости Бугульминского кантона.[27]
- из состава уже существующего Агрызского района отошло Красноборскому району селение Татарские Шаршады.[27]
- в состав уже существующего Казанского района вошла Калининская волость Арского кантона, за исключением селений, отошедших к Дубъязскому и Пестречинскому районам.[29][27]
- в состав уже существующего Кайбицкого района вошли селения Багишево, 2-й Черемшан, Аюкудирган Балтаевской волости Буинского кантона; селение Степановка отошло Нурлатскому району.[29][27]
- из состава уже существующего Лаишевсого района селения Татарский Янтык и Малая Елга отошли Рыбнослободскому району.[28][27]
- в состав уже существующего Нурлатского района вошло селение Степановка Кайбицкого района.[29][27]
- в состав уже существующего Рыбно-Слободского района вошли:
  - селения Айдарово, Тямти, Дюртели, Субаш, Гороховое Поле Мамалаевской волости;
  - селения Шеморбаш, Тавларово, Верхний и Большой Машляк, Бикчураево, Казаклар-Челны, Тябердино, Салтыган, Томасов Починок Усалинской волости Мамадышского кантона;
  - селения Татарский Янтык, Малая Елга Лаишевского района;
  - часть селений района отошли Пестречинскому и Чистопольскому районам.[28][27]
- Свияжский район остался без изменений.[29][27]
- в состав уже существующего Теньковского района вошло селение Кабы-Копри Шонгутской волости Буинского кантона.[29][27]

На 1930 год территория Татарской АССР делилась на 45 районов (в них 2118 сельсоветов, 6 поссоветов и 9 горсоветов) и город Казань.

##### 1931—1935
1931, конец −1932, начало — в большинстве районов ТАССР проведено укрупнение сельсоветов.
1931 — Тумутукский район переименован в Азнакаевский.
- Свияжский и Теньковский районы упразднены, их территория вошла в состав Верхнеуслонского района, за исключением:
  - Бешбатманского, Большеходяшевского, Бритвинского, Покровского, Ширданского сельсоветов б. Свияжского района, вошедших в состав, Нурлатского района;
  - Кабы-Копринского сельсовета б. Теньковского района, вошедшего в состав Апастовского района;
  - Антоновского, Буртасского, Ивановского № 2, Красновидовского и Нижне-Сергеевского сельсоветов, вошедших в состав Камско-Устьинского района

С/х коммуна имени Сталина из состава Первомайского района передана в состав Челно-Вершинского района Средневолжского края, селение Марьял Тюнтерского района передано в состав Шурминского района Нижегородского края, селения Сарда-Пустошь и Сарда-Починок того же района переданы в Марийскую автономную область Нижегородского края.
Бондюжский район включен в состав Елабужского.
1932 — упразднён Таканышский район:
- Сартыкский, Никифоровский, Улуязовский, Нижне-Кузгунчинский, Больше-Ускинский, Ишкеевский, Тавельский, Шадчинский, Крещёно-Ерыклинский, Зюринский, Нижне-Шандырский, Пойкинский, Тугузинский и Старо-Мочалкинский сельсоветы переданы Мамадышскому району; все остальные сельсоветы переданы Кукморскому району[33].

Тюнтерский район переименован в Балтасинский.

##### 1935
1935 — образованы 17 новых районов:
- Бондюжский, в состав которого вошли:
  - Брюшлинский, Камаевский, Манашевский, Тойминский, Ильнетский, Кураковский, Старо-Гришкинский, Ашпайковский, Псеевский, Сентяковский, Бизяковский, Тихогорский, Икско-Устьинский, Русско-Сарсазский, Тойгузинский, Мунайкинский, Ленинский, Татарско-Челнинский, Тихоновский, Полянский, Абалачевский, Ново-Гришкинский сельсоветы Елабужского района;
  - Ижевский и Тураевский сельсоветы Красноборского района[34][35].
- Будённовский (Старое Шаймурзино), в состав которого вошли:
  - Старо-Шаймурзинский, Чувашско-Сарыкамышский, Ново-Тинчалинский, Бурундуковский, Чувашско-Кищаковский, Альшеевский, Раковский, Сюндюковский, Возжинский, Бурцевский, Беденьгинский, Бакарчинский, Чикилдымский, Сарсазский, Бюрганский, Ново-Цильнинский, Кошки-Шемяковский, Старо-Тинчалинский, Шаймурзинский, Старо-Студенецко-Выселковский, Чувашско-Шаймурзинский, Кошки-Шемякинский, Ембулатовский, Таковарский, Тимбаевский, Старо-Мертлинский, Энтугановский, Новоселковский, Сорок-Сайдакский сельсоветы Буинского района;
  - Больше-Цильнинский, Мало-Цильнинский сельсоветы Дрожжановского района[34][35].
- Ворошиловский (Тлянче-Тамак, в черновике постановления Азинский), в состав которого вошли:
  - Кадрякский, Верхне-Юшадинский, Нарат-Кичуйский, Карашай-Сакловский, Верхне-Тимерганский, Удельно-Сурончакский сельсоветы Мензелинского района;
  - Сулы-Сакловский, Шарлиареминский, Больше-Нуркеевский, Шигаевский, Саклаубашский, Верхне-Чершелинский, Старо-Имянский, Лякинский сельсоветы Сармановского района;
  - Семикеевский, Ургундинский, Абдуловский, Ново-Абдуловский, Останковский, Мрясевский, Сулюковский, Тлянчи-Тамакский, Старо-Дрюшский сельсоветы Челиниского района[34][35].
- Высокогорский, в состав которого вошли:
  - Мульминский, Ямашурминский, Татарско-Айшинский, Татарско-Урматский, Куркачинский, Камаевский сельсоветы Арского района;
  - Чепчуговский, Каймарский, Шапшинский, Калининский, Старо-Туринский, Высокогорский, Пермяковский сельсоветы Казанского района;
  - Усадский, Бимерский, Хохловский, Сосновский сельсоветы Дубъязского района;
  - Новосельский, Больше-Еланский, Николаевский, Верх-Иинский Пестречинского района[34][35].
- Заинский, в состав которого вошли:
  - Поручиковский, Чубуклинский, Сарапалинский, Светло-Озерский, Александровско-Слободинский, Онбинский сельсоветы Акташского района;
  - Байсарский, Верхне-Налимский, Николаевский, Сармашбашский, Верхне-Багряшский, Сарсаз-Багряжский, Федоровский сельсоветы Сармановского района;
  - Заинский, Бугульдинский, Корчажкинский, Токмакский, Старо-Пальчиковский, Аксаринский, Верхне-Шипкинский, Нератовский сельсоветы Шереметьевского района;
  - Кабан-Бастырыкский, Ново-Бишевский, Поповский, Тонгузинский, Нижне-Лузинский, Ахметьевский, Кармановский, Зычебашский, Шикмамаевский, Буракиртинский, Верхне-Пальчиковский, Бегишевский сельсоветы Челнинского района[34][35].
- Калининский (Поисево), в состав которого вошли:
  - Старо-Байсаровский, Чуракаевский, Старо-Агбязовский, Табанлыкульский, Верхне-Якшеевский, Сикинский, Улимановский, Аккузовский, Старо-Сафаровский, Старо-Кадырметьевский, Суранчакский, Усинский, Апасевский, Кузякинский, Старо-Урядинский, Адаевский сельсоветы Актанышского района;
  - Поисевский, Шайчуринский, Старо-Аймановский, Чупаевский, Зубаировский, Тюковский, Казкеевский сельсоветы Мензелинского района;
  - Тат. Булярский, Исансуповский, Татарско- Мушгинский, Русско-Мушугинский, Иркиняшский, Чуплюковский, Кряш-Шуранский, Каинсазский, Старо-Калтаковский, Приют-Шуранский, Буляковский, Уразметьевский, Амикеевский сельсоветы Муслюмовского района[34][35].
- Кзыл-Армейский (Каргали), в состав которого вошли:
  - Каргалинский, Старо-Ромашкинский, Михайловский, Чертушский, Азеевский, Шахмайкинский, Просто-Челннский, Татарско-Сарсазский, Исляйкинский, Татарско-Елтанский, Фёдоровский, Татарско-Алькинский, Чувашско-Чебоксарский, Русско-Елтанский, Ишалькинский, Чувашско-Елтанский, Изгарский, Акбулатовский, Верхне-Кондратинский, Нижне-Кондратинский, Васильевский сельсоветы Чистопольского района[34][35].
- Кзыл-Юлдузский (Кутлу-Букаш), в состав корого вошли:
  - Берсут-Сукачинский, Верхне-Берсутский, Больше-Арташский, Нижне-Суньский, Владимировский, Усалинский, Верхне-Суньский, Средне-Суньский, Мало-Суньский, Кулищинский, Катмышский, Урманчеевский, Еникеево-Чишминский, Албаевский сельсоветы Мамадышского района;
  - Верхне-Тимерликский, Кукеевский, Ямашевский, Алан-Полянский, Больше-Машлякский, Козяково-Челнинский, Каир-Клинчеевский, Кутлубукашский, Кугарчинский, Кучуково-Челнинский, Мямли-Козяковский, Ннжне-Тимерликский, Околоток-Янасальский, Ураево-Челнинский, Шумбутский, Шеморбашский, Юлсубинский, Больше-Кадряковский, Мельнично-Починковский Рыбно-Слободского района;
  - Больше-Саврушский, Старо-Ключинский (Кибячинский) сельсоветы Сабинского района[34][35].
- Кзыл-Юлский (Новый Кинер, в черновике постановения Ново-Кинерский), в состав которого вошли:
  - Ново-Кинерский, Ново-Тазларский, Шуринский, Верхне-Уринский, Нижне-Уринский, Сюрдинский, Ключи-Сапский, Чембулатовский, Ново-Шашинский, Кшкловский, Старо-Тазларский, Старо-Кулларовский, Старо-Ашитский, Ташкичский, Ашитбашский сельсоветы Атнинского района;
  - Сардабашский, Нусинский, Апазовский, Нижне-Книнский, Шекинский, Пшенгерский сельсоветы Балтасинского района;
  - Татарско-Баклаушский, Хотнинский, Ново-Явашский, Александровский сельсоветы Арского района.[35]
- Кузнечихинский, в состав которого вошли:
  - Кузнечихинский, Покровский, Старо-Юрткульский, Татарско-Тюгульбаевский, Катюшинский, Татарско-Бурнаевский, Верхне-Колчуринсхий, Чувашско-Бурнаевский, Старо-Барановский, Болховский, Верхне-Альмурзинский, Аппаковский, Ново-Баранский, Налеткинский, Нижне-Качеевский, Русско-Шибашинский, Старо-Тумбинский, Татарско-Ахметовскский, Татарско-Шибашинский, Юхмачинский, Каракульский сельсоветы Алькеевского района;
  - Старо-Тахталинский, Ижборискинский. Кошкинский сельсоветы Спасского района[34][35].
- Новописьмянский
  - Алешкинский, Глазовский, Горкинский, Ивановский, Ново-Письмянский, Медведевский, Больше-Фёдоровский, Михайловский, Савочкинский, Старо-Письмянский сельсоветы Бугульминского района;
  - Карабашский, Зай-Каратайский, Кудашевский, Старо-Суркинский, Васильевский сельсоветы Альметьевского района;
  - Тимяшевский сельсовет Шугуровского района[34][35].
- Таканышский, в состав которого вошли:
  - Нижне-Русский, Урясьбашский, Вашажурский, Нижне-Учинский, Чаксинский, Нижне-Арбашский, Туркашский, Уркушский, Починок-Кучуковский, Верхне-Шуньский, Ятмас-Дусаевский, Кляушский, Гурьевский, Татарско-Тулбинский, Чарлинский, Каркаусский, Ташлы-Елгинский, Верхне-Искубашский, Нижне-Билятлинский, Тулбаевский, Нижне-Таканышский, Нижне-Искубашский сельсоветы Кукморского района;
  - Пойкинский, Тугузинский, Нижне-Шандерский, Шатчинский, Олуязский, Нижне-Кузгунчинский, Вахитовский, Гришкинский сельсоветы Мамадышского района;
  - Абдинскин, Ныртынский, Завод-Ныртынский. Больше-Арташский сельсоветы Сабинского района[34][35].
- Тельманский (Мамыково, в черновике постановления Мамыковский), в состав которого вошли:
  - Мамыковский, Тюрнясевский, Мало-Сунчелеевский, Елаурский, Турноясовский, Темерликский, Кирпичнинский, Михайловский, Берликовский сельсоветы Октябрьского района;
  - Кичкальнинский, Старо-Русско-Альметьевский, Ново-Альметьевский, Трудолюбовский, Нургалеевский (Тукаевский), Щербенский, Ново-Амзинский, Старо-Русско-Амзинский, Кульбаево-Марасинский, Кармалинский, Черебатыревский сельсоветы Билярского района;
  - Селенгушский, Октябрьский, Сунчелеевский, Татарско-Сунчелеевский, Татарско-Карасинский, Русско-Караскинский, Старо-Мокшинский сельсоветы Аксубаевского района.[35]
- Теньковский, в состав которого вошли:
  - Варваринский, Егидеревский, Коргузинский, Майдановский, Больше-Меминский, Патрикеевский, Теньковский, Ембулатовский, Шеланговский сельсоветы Верхнеуслонского района;
  - Русско-Буртасский, Красновидовский, Ново-Сергиевский сельсоветы Камско-Устьинского района;
  - Канашский сельсовет Апастовского района[34].
- Тумутукский, в состав которого вошли:
  - Тумутукский, Сарлинский, Верхне-Стерлинский, Куктякинский, Учаллинский, Сухояшский, Муслюмовский, Урсаевский, Чалпинский, Камышлинский сельсоветы Азнакаевского района;
  - Татарско-Шуганский, Баланнинский сельсоветы Муслюмовского района;
  - Рангазар-Тамакский, Чубар-Абдулловский, Буралинский сельсвоеты Сармановского района.[35]
- Тюлячинский, в состав которого вошли:
  - Тюлячинский, Саушский, Шармашинский, Ключищинский, Аланский, Старо-Зюринский, Урушерминский, Екатериновский, Казакларский, Верхне-Кибяк-Козинский, Трюк-Тямтинский, Больше-Метескинский, Кукчинский, Баландышский сельсоветы Сабинского района;
  - Максабашский, Верхне-Янасальский, Платоновский сельсоветы Арского района;
  - Ковалинский, Янцеварский, Таутерменский, Венетинский сельсоветы Пестречинского района;
  - Больше-Нырсинский, Больше-Меретяковский, Шадковский, Карабаянский, Тямтинский, Горохово-Польский сельсоветы Рыбно-Слободского района.[35]
- Ютазинский, в состав которого вошли:
  - Байрякинский, Байрякя-Тамакский, Старо-Кара-Зирекский, Чиканский, Калининский, Митряевский, Урманаевский сельсоветы Азнакаевского района;
  - Каракашлинский, Ютазинский, Абсалямовский, Уренский, Дымтамакский, Акбашский, Александровский, Ново-Муртазинский, Ташлинский, Кзыл-Ярский сельсоветы Бавлинского района;
  - Крым-Сарайский, Уральский сельсоветы Бугульминского района[34].
- Деребеденский, Кичуйский, Нагорновский сельсоветы Акташского переданы в Альметьевский район, из Альметьевского в Акташский район передан Каськинский сельсовет; Стекольно-Заводский сельсовет передан из Чистопольского в Рыбно-Слободский район[34].

Чуть позже в постановление ТЦИКа вносятся изменения:
- Починок-Кучуковский сельсовет передаётся обратно Кукморскому району, Кибечинский сельсовет Пестречинского района передаётся Тюлячинскому району, Ташлинский сельсовет Ютазинского района передаётся Бавлинскому району[36].
- Урманаевский и Митряевский сельсоветы Ютазинского района передаются обратно Азнакаевскому району, Вольно-Станский сельсовет Дрожжановского района передаётся Будённовскому району, деревня Недремаевка Будённовского района передаётся в Мокро-Савалеевский с/с Буинского района, Лякинский сельсовет Ворошиловского возвращается Сармановскому району, Верхне-Тимерганский и Верхне-Юшадинский с/с того же района возвращаются Мензелинскому району, Больше-Саврушский и Студёно-Ключинский с/с возвращаются Сабинскому району, Васильевский, Ннкифоровский, Ишкеевский, Тавельский с/с Мамадышского района передаются Таканышскому району, поселок Заказник Тюлячинского района возвращается Рыбно-Слободскому району (в состав Григорьевского с/с), посёлок Нептун из Рыбнослободского района передаётся в Пестречинский район (Екатеринский с/с)[37].
- Спасский район переименован в Куйбышевский[38].
- Гаринский сельсовет передан из подчинения Зеленодольского горсовета в Казанский район[39].

##### 1936—1944
январь 1936:
- Платоновский, Янасальский, Венетинский с/с Тюлячинского района Татарско-Айшинский с/с Высокогорского района передаются из в Арский район;
- Ново-Чурилинский с/с Арского района, Больше-Арташский, Больш-Ныртинский и Завод-Ныртинский с/с Таканышского района передаются в Сабинский район;
- Каинсарский, Приют-Шуранский и Шуранский с/с Калининского района передаются в Муслюмовский район;
- Аккузевский и Суранчакский с/с Калининского района передаются в Актанышский район;
- Шингальчинский, Балчиклинский и Сарсаз-Блийский с/с Челининского района передаются в Шереметьевский;
- Рангазар-Тамакский с/с передаётся из Тумумтукского района в Сармановский;
- Церковно-Салманский и Хлебодаровский с/с Куйбышевского района передаются в Спасский;
- Поделесно-Утямышский, Лагерский с/с Шугуровского района переданы в Первомайский;
- Юлдузский с/с Камско-Устьинского района передан в Теньковский;
- Екатерининский с/с Тюлячинского района переименован в Сельцо-Заводский[40][41].

1938 — Тукаевский район переименован в Атнинский. Образованы 4 района и упразднён 1 район (Казанский):
- Большетарханский, в состав которого вошли:
  - Татарско-Беденьгский, Бакрчинский, Чикильдымский, Бурцевский, Вожинский, Сюндюковский сельсоветы Дрожжановского района;
  - Большетарханский, Кадышевский, Кильдюшевский, Киртелинский, Нижнетарханский, Урюмский, Богдашкинский, Краснотарханский, Старосумароковский, Иоковский, Новотимбаевский, Новольяшевский, Русско-Кищаковский, Чувашско-Черепановский, Верхне-Тархановский, Пролей-Кашинский сельсоветы Тетюшского района[42].
- Столбищенский, в состав которого вошли:
  - Богородский, Гильдеевский, Малоклыковский, Константиновский, Кощаковский, Чебаксинский, Столбищенский, Большекабанский, Куюковский, Сокурский, Чемерецкий, Сапугольский, Никольский, Тарлашинский, Песчано-Ковалинский, Девликеевский, Больше-Отарский, Азинский, Салмачинский сельсоветы Казанского района;
  - Кирбинский, Караишевский, Карадулинский сельсоветы Лаишевского района;
  - Тогашевский сельсовет Пестречинского района[42].
- Ципьинский район, в состав которого вошли Шудинский, Кугунурский, Сардекский, Атнинский, Пижмарский, Кургемский, Комаровозаводский, Нуринерский, Четаевский, Сизнерский, Смаильский, Старотурьинский, Староципьинский, Ципьинский, Бурнакский, Улисьялский, Арборский, Тюнтерский, Средне-Кушкетский, Верхне-Субашский, Дургинский, Старо-Кушкетский, Шишинерский сельсоветы Балтасинского района[42].
- Юдинский район, в состав которого вошли:
  - Юдинский и Васильевский поссоветы, Айшинский, Бело-Безводненский, Борисоглебский, Большедербышкинский, Большеключинский, Кадышевский, Караваевский, Киндерский, Красногорский, Малоключинский, Новопольский, Осиновский, Русско-Марийско-Ковалинский, Ремплерский, Семиозёрский, Шигалинский, Осоко-Ковалинский, Гаринский сельсоветы Казанского района;
  - Большекоргузинский, Большеякинский, Уразлинский, Никольский, Большекульбашский, Бишнинский сельсоветы Дубъязского района[42].

1940 — На 1940 год территория Татарской АССР делилась на 63 района (в них 1683 сельсовета, 11 поссоветов) и два города республиканского подчинения (Казань, Зеленодольск).
10 апреля 1942 года — город Чистополь получил статус города республиканского (АССР) подчинения.

##### 1944
1944 — образованы 7 районов:
- Костенеевский (вскоре переименован в Мортовский), в который вошли:
  - Анзирский, Атиазский, Альметьевский, Больше-Еловский, Больше-Армалинский, Вотско-Юрашский, Костенеевский, Котловский, Мортовский, Мурзихинский, Покровский, Свиногорский, Старо-Куклюкский, Старо-Юрашский, Татарско-Дюм-Дюмский, Умякский, Черкасовский, Чиршинский и Яковлевский сельсоветы Елабужского района.
- Матвеевский, в состав которого вошли:
  - Аюский, Бикбуловский, Верхне-Тимерганский, Верхне-Юшадинский, Кузлукуакский, Маткаушский, Николаевский, Ново-Мазинский, Ново-Тамбовский, Русско-Каранский, Старо-Александровский, Старо-Матвеевский сельсоветы Мензелинского района;
  - Иркеняшский, Калтаковский, Кызыл-Тюбякский, Татарско-Мушугинский, Чупаевский сельсоветы Калининского района.
- Подберезинский, в состав которого вошли:
  - Аю-Кудерганский, Багаевский, Больше-Подберезинский, Больше-Тябердинский, Бакырчинский, Каргалинский, Корноуховский, Мало-Подберезинский, Молькеевский, Надеждинский, Салтыганский, Старо-Бувинский, Старо-Тябердинский, Турминский, Ульянковский, Хозесановский, Черемшанский, Чутеевский сельсоветы Кайбицкого района.
- Салтановский, в состав которого вошли:
  - Владмимровский, Емемльяновский, Средне-Девятовский, Татарско-Янтыковский сельсоветы Лаишевского района;
  - Балыклы-Чукаевский, Больше-Ошнякский, Больше-Салтанский, Зюзинский, Корноуховский, Крещёно-Казыльский, Отар-Дубровский, Старо-Арышский, Шетнёво-Тулушский, Шетнёво-Черемшанский и Шумковский сельсоветы Рыбнослободского района;
- Чурилинский, в состав которого вошли:
  - Бимерский, Верхне-Корсинский, Казанбашский, Ново-Ключищенский, Сизинский, Сикертанский и Старо-Масринский сельсоветы переданы в состав Арского района;
  - Больше-Шинарский, Верхне-Отарский, Изминский, Креннинский, Мичанбашский, Нижнесиметский, Ново-Мичанский, Ново-Чурилинский, Олуязский сельсоветы переданы в состав Сабинского района[44].
- Юхмачинский, в состав которого вошли:
  - Борискинский, Карамалинский, Нижне-Алькеевский, Средне-Алькеевский, Старо-Камкинский, Старо-Сихтерминский, Старо-Хурадинский, Старо-Ямкинский, Чувашско-Бродский сельсоветы Алькеевского района;
  - Аппаковский, Верхне-Альмурзинский, Каракульский, Налеткинский, Нижне-Качеевский, Старо-Тумбинский, Татарско-Ахметьевский, Шибашинский и Юхмачинский сельсоветы Кузнечихинского района.
- Ямашинский, в состав которого вошли:
  - Багряж-Никольский, Добромышский, Ерсубайкинский, Кителгинский, Клементейкинский, Кузайкинский, Мало-Батрасский, Ново-Еласский, Олимпиадовский, Полянский, Тюгаевский сельсоветы Акташского района;
  - Алексеевский, Больше-Сосновский, Ерыклинский, Красновидовский, Ново-Троицкий, Рокашевский, Тавельский, Тетвельский, Урганчинский, Шегурчинский, Утяшкинский и Ямашинский сельсоветы Новошешминского района[45].

##### 1945—1956
1946 — Салтановский район переименован в Корноуховский.
На 1948 год территория Татарской АССР делилась на 70 районов (в них 1681 сельсовет и 13 поссоветов) и 3 города республиканского подчинения (Казань, Зеленодольск и Чистополь).
1950 — Киндерский и Больше-Дербышкинский сельсоветы Юдинского района переданы в состав Высокогорского района.
8 мая 1952 — на территории республики образованы 2 области: Казанская (город Зеленодольск (переведён из республиканского (АССР) подчинения в областное), Агрызский, Апастовский, Арский, Атнинский, Балтасинский, Больше-Тарханский, Бондюжский, Будённовский, Буинский, Верхне-Услонский, Высокогорский, Дрожжановский, Дубъязский, Елабужский, Кайбицкий, Камско-Устьинский, Кзыл-Юдузский, Корноуховский, Красноборский, Кукморский, Лаишевский, Мамадышский, Мортовский, Нурлатский, Пестреченский, Подберезинский, Рыбно-Слободский, Сабинский, Столбищенский, Таканышский, Теньковский, Тетюшский, Тюлячинский, Цыпьинский, Чурилинский и Юдинский районы) и Чистопольская (город Чистополь (переведён из республиканского (АССР) подчинения в областное), Азнакаевский, Аксубаевский, Актанышский, Акташский, Алексеевский, Алькеевский, Альметьевский, Бавлинский, Билярский, Бугульминский, Ворошиловский, Заинский, Калининский, Кзыл-Армейский, Кузнечихинский, Куйбышевский, Матвеевский, Мензелинский, Муслюмовский, Ново-Письмянский, Ново-Шешминский, Октябрьский, Первомайский, Сармановский, Тельманский, Тумутукский, Челнинский, Чистопольский, Шереметьевский, Шугуровский, Ютазинский, Юхмачинский и Ямашинский районы).
7 октября 1952 года — город Бугульма Чистопольской области получил статус города областного подчинения.
21 февраля 1953 — образована Бугульминская область (город областного подчинения Бугульма бывшей Чистопольской области; Азнакаевский, Актанышский, Акташский, Альметьевский, Бавлинский, Бугульминский, Ворошиловский, Калининский, Матвеевский, Мензелинский, Муслюмовский, Ново-Письмянский, Сармановский, Тумутукский, Шугуровский и Ютазинский районы бывшей Чистопольской области; Агрызский и Красноборский район бывшей Казанской области).
30 апреля 1953 — все 3 области были упразднены (Бугульминская (город Бугульма (переведён из областного подчинения в республиканское (АССР)), Агрызский, Азнакаевский, Актанышский, Акташский, Альметьевский, Бавлинский, Бугульминский, Ворошиловский, Калининский, Красноборский, Матвеевский, Мензелинский, Муслюмовский, Ново-Письмянский, Сармановский, Тумутукский, Шугуровский и Ютазинский районы), Казанская (город Зеленодольск (переведён из областного подчинения в республиканское (АССР)), Апастовский, Арский, Атнинский, Балтасинский, Больше-Тарханский, Бондюжский, Будённовский, Буинский, Верхне-Услонский, Высокогорский, Дрожжановский, Дубъязский, Елабужский, Кайбицкий, Камско-Устьинский, Кзыл-Юдузский, Корноуховский, Кукморский, Лаишевский, Мамадышский, Мортовский, Нурлатский, Пестреченский, Подберезинский, Рыбно-Слободский, Сабинский, Столбищенский, Таканышский, Теньковский, Тетюшский, Тюлячинский, Цыпьинский, Чурилинский и Юдинский районы) и Чистопольская (город Чистополь (переведён из областного подчинения в республиканское (АССР)), Аксубаевский, Алексеевский, Алькеевский, Билярский, Заинский, Кзыл-Армейский, Кузнечихинский, Куйбышевский, Ново-Шемшинский, Октябрьский, Первомайский, Тельманский, Челнинский, Чистопольский, Шереметьевский, Юхмачинский и Ямашинский районы) области), с тех пор число районов начало уменьшаться.
3 ноября 1953 года — рабочий посёлок Альметьевский был преобразован в город республиканского (АССР) подчинения Альметьевск.
1954 — упразднены 3 района:
- Корноуховский:
  - Балыклы-Чукаевский, Больше-Ошнякский, Больше-Салтанский, Зюзинский, Корноуховский, Крещёно-Казыльский, Отар-Дубровский, Старо-Арышский, Шетнёво-Тулушский, Шетнёво-Черемшанский и Шумковский сельсоветы переданы в состав Рыбнослободского района;
  - Владимировский, Емельяновский, и Татарско-Янтыкский сельсоветы переданы в состав Лаишевского района.
- Матевеевский:
  - Аюский, Бикбуловский, Верхне-Тимерганский, Верхне-Юшадинский, Кузлукуакский, Маткаушский, Николаевский, Ново-Мазинский, Русско-Каранский, Старо-Александровский, Старо-Матвеевский сельсоветы переданы в состав Мензелинского района;
  - Иркеняшский, Калтаковский, Татарско-Мушугинский, Чупаевский сельсоветы переданы в состав Калининского района.
- Мортовский (все сельсоветы переданы Елабужском району)[47].

1955 — Новописьмянский район переименован в Лениногорский.
18 августа 1955 года — рабочий посёлок Новая Письмянка был преобразован в город республиканского (АССР) подчинения Лениногорск.

##### 1956—1958
1956 — На 1956 год территория Татарской АССР делилась на 67 районов (в них 1300 сельсоветов и 18 поссоветов) и 6 городов республиканского подчинения (Казань, Альметьевск, Бугульма, Зеленодольск, Лениногорск и Чистополь).
Кзыл-Юлский район переименован в Тукаевский.
Упразднены 4 района:
- Подберезинский (вошёл в состав Кайбицкого района).
- Чурилинский:
  - Бимерский, Верхне-Корсинский, Казанбашский, Ново-Ключищенский, Сикертанский и Старо-Масринский сельсоветы переданы в состав Арского района;
  - Шеморданский поссовет, Больше-Шинарский, Верхне-Отарский, Изминский, Мичанбашский, Нижнесиметский, Старо-Мичанский, Ново-Чурилинский, Олуязский сельсоветы переданы в состав Сабинского района[44].
- Юхмачинский:
  - Борискинский, Нижне-Алькеевский, Старо-Сихтерминский, Старо-Ямкинский, Татарско-Ахметьевский сельсоветы переданы в состав Алькеевского района;
  - Аппаковский, Каракульский, Налеткинский, Нижне-Качеевский, Старо-Тумбинский, Шибашинский и Юхмачинский сельсоветы переданы в состав Кузнечихинского района.
- Ямашинский:
  - Алексеевский, Добромышский, Ерсубайкинский, Клементейкинский, Кузайкинский, Мало-Батрасский, Ново-Еласский, Олимпиадовский, Тюгаевский сельсоветы переданы в состав Акташского района;
  - Больше-Сосновский, Ерыклинский, Красновидовский, Ново-Троицкий, Рокашевский, Тавельский, Урганчинский, Утяшкинский и Ямашинский сельсоветы переданы в состав Новошешминского района[49].

1957 — переименованы ещё 2 района: Будённовский в Цильнинский и Ворошиловский в Яна-Юлский.
1958 — переименованы ещё 2 района: Юдинский в Зеленодольский (с передачей Борисоглебского, Семиозёрского, Сухорецкого, Шигалинского сельсоветов в Высокогорский район), Ютазинский в Урусский.
В тот же год упразднены 5 районов:
- Кзыл-Армейский:
  - Азеевский, Просто-Челнинский, Шахмайкинский сельсоветы переданы в состав Новошешминского района;
  - Изгарский, Исляйкинский, Ишалькинский, Каргалинский, Старо-Ромашкинский, Татарско-Елтанский, Фёдоровский, Чувашско-Елтанский, и Чувашско-Чебоксарский сельсоветы переданы в состав Чистопольского района.
- Тельманский:
  - Амзинский, Кичкальнинский, Ново-Альметьевский, Старо-Альметьевский сельсоветы переданы в состав Билярского района;
  - Карасинский, Октябрьский, Старо-Мокшинский, Сунчелеевский, Трудолюбовский, Щербенский сельсоветы и деревня Малое Сунчелеево Мамыковского сельсовета переданы в состав Аксубаевского района;
  - Елаурский, Верхне-Стекольнинский, Мамыковский, Селенгушский, Тимерлекский, Турноясовский, Тюрнясевский сельсоветы переданы в состав Октябрьского района.
- Теньковский:
  - Азимово-Курлебашский, Варваринский, Красновидовский, Старо-Барышевский, Старо-Казеевский и Теньковский сельсоветы переданы в состав Камско-Устьинского района;
  - Больше-Меминский, Коргузинский, Майданский, Патрикеевский, Шеланговский, Юлдузский, Ямбулатовский сельсоветы переданы в состав Верхнеуслонского района.
- Тумутукский:
  - Верхне-Стярлинский, Чеканский и Урманаевский сельсоветы переданы в состав Ютазинского района
  - Буралинский, Камышлинский, Кук-Тякинский, Сарлинский, Сухояшский, Татарско-Шуганский, Тумутукский, Урсаевский, Учаллинский, Чалпинский, Чубар-Абдулловский сельсоветы переданы в состав Азнакаевского района.
- Ципьинский (все сельсоветы переданы в состав Балтасинского района)[50].

##### 1959
1959 — упразднены 10 районов:
В марте 1959 года упразднено 4 района:
- Акташский:
  - Русско-Акташский поссовет, Аппаковский, Бутинский, Верхне-Акташский, Дербеденский, Зай-Чишминский, Ильтень-Бутинский, Кичуйский, Ново-Никольский, Ямашский сельсоветы переданы в состав Альметьевского района;
  - Алексеевский, Кара-Елгинский, Ново-Мавринский, Савалеевский, Мало-Батрасский, Тюгеевский сельсоветы переданы в состав Заинского района;
  - Бухарайский, Ново-Спасский, Урсаевский сельсоветы переданы в состав Сармановского района;
  - Ново-Еланский, Кузайкинский, Ерсубайкинский, Клементейкинский, Олимпиадовский сельсоветы переданы в состав Первомайского района[51].
- Кзыл-Юлдузский:
  - Албайский, Верхне-Берсутский, Верхне-Суньский, Владмировский, Катмышский, Мало-Суньский, Нижне-Суньский, Урманчеевский, Усалинский селтсоветы переданы в состав Мамдышского района;
  - Биектауский, Больше-Машлякский, Верхне-Тимерлекский, Козяково-Челнинский, Кугарчинский, Кукеевский, Кутлу-Букашский, Мельнично-Починокский, Околоток-Янгасальский, Тябердино-Челнинский, Уреево-Челнинский, Шеморбашский, Шумбутский, Юлсубинский сельсоветы переданы в состав Рыбно-Слободского района[51].
- Столбищенский:
  - Константиновский, Мало-Клыковский, Чебаксинский сельсоветы переданы в состав Высокогорского района;
  - Богородский, Больше-Кабанский, Гильдеевский, Куюковский, Салмачинский, Тогашевский, Атабаевский, Больше-Отарский, Песчано-Ковалинский, Сокуровский, Сапугольский, Столбищенский, Караишевский, Кирбинский, Никольский, Нармонский, Рождественский, Тарлашинский, Татарско-Саралинский, Тетеевский, Чемерецкий сельсоветы переданы в состав Лаишевского района[51].
- Лениногорский:
  - Алёшкинский, Васильевский, Горкинский, Зай-Каратайский, Старо-Суркинский, Тимяшевский сельсоветы переданы в состав Альметьевского района;
  - Карабашский поссовет, Больше-Фёдоровский, Глазовский, Ивановский, Кудашевский, Михайловский, Старо-Письмянский, Степно-Зайский сельсоветы переданы в состав Бугульминского района[51].
- В апреле 1959 в указ вносятся небольшие изменения:
  - Богородский, Куюковский, Гильдеевский и Тогашевский сельсоветы передаются Пестречинскому району, Ново-Еланский, Кузайкинский, Ерсубайкинский, Олимпиадовский сельсоветы передаются Альметьевскому району, Тимяшевский сельсовет передаётся Бугульминскому району[52].

В ноябре 1959 года упразднено ещё 5 районов:
- Атнинский (все сельсоветы переданы Тукаевскому району)[53].
- Больше-Тарханский (все сельсоветы переданы Тетюшскому району)[53].
- Калининский:
  - Атясевский, Кировский, Кузякинский, Поисевский, Старо-Аймановский, Старо-Байсаровский, Старо-Сафаровский, Тюковский сельсоветы переданы Актанышскому району;
  - Амикеевский, Атряклинский, Верхне-Яхшеевский, Иркеняшский, Исансуповский, Уразметьевский, Чуракаевский сельсоветы переданы Муслюмовскому району[53].
- Тюлячинский (все сельсоветы переданы Сабинскому району)[53].
- Цильнинский:
  - Альшеевский, Бюрганский, Кошки-Теняковский, Новосёлкинский, Сорок-Сайдакский, Старо-Тинчалинский, Тимбаевский, Энтуганский сельсоветы переданы в состав Буинского района;
  - Больше-Цильнинский, Мало-Цильининский, Ново-Тинчалинский, Старо-Шаймурзинский сельсоветы переданы в состав Дрожжановского района[53].
- Яна-Юльский:
  - Кадряковский, Наратлы-Кичуйский, Семекеевский, Старо-Абдулловский переданы в состав Мензелинского района;
  - Больше-Нуркеевский, Верхне-Чершилинский, Карашай-Сакловский, Саклов-Башский, Старо-Дрюшский, Тлянче-Тамакский сельсоветы переданы в состав Сармановского района
- административный центр Шугуровского района перенесён из Шугурово в Лениногорск, район переименован в Лениногорский[53].
- Савочкинский и Тимяшевский сельсоветы переводятся из Бугульминского района в Лениногорский[53].
- упразднены свыше 400 сельсоветов[54].

##### 1960—1963
1960 — На 1960 год территория Татарской АССР делилась на 48 районов (в них 771 сельсовет и 24 поссовета) и 6 городов республиканского подчинения (Казань, Альметьевск, Бугульма, Зеленодольск, Лениногорск и Чистополь).
упразднены 2 района:
- Красноборский:
  - Бимский, Исенбаевский, Кадыбашский, Старо-Сляковский, Старо-Чекалдинский, Шаршадинский сельсоветы переданы Агрызскому району;
  - Азевский, Варзинский, Волковский, Красноборский, Салаушский сельсоветы переданы Бондюжскому району.
- Кузнечихинский:
  - Верхне-Колчуринский, Кошкинский, Иске-Рязяпский, Чувашско-Бурнаевский, Юхмачинский, Ново-Тумбинский, Шибашинский сельсоветы переданы Алькеевскому району;
  - Кузнечихинский, Средне-Юрткульский сельсоветы переданы Куйбышевскому району.

##### 1963
В рамках всесоюзной административно-территориальной реформы созданы 17 укрупнённых районов:
- Альметьевский сельский район, в состав которого вошли:
  - все сельсоветы Альметьевского и Азнакаевского районов;
  - Бухарайский, Новоспасский ,Савалеевский, Сарапалинский, Светлоозеркий, Тюгеевский сельсоветы Заинского района;
  - Ново-Троицкий и Ямашинский сельсоветы Ново-Шешминского района.
- Арский сельский район, в состав которого вошли:
  - Арский, Балтасинский, Тукаевский районы полностью;
  - Мульминский сельсовет Высокогорского района.
- Бугульминский сельский район, в состав которого вошли:
  - все сельсоветы Бавлинского, Бугульминского и Ютазинского районов.
- Буинский сельский район, в состав которого вошли:
  - Дрожжановский, Кайбицкий районы полностью;
  - части Буинского района;
  - Булым-Булыхчинский, Верхнеиндырчинский, Деушевский, Кзыл-Тауский, Среднебалтайский и Шамбулыхчинский сельсоветы Апастовского района.
- Елабужский сельский район, в состав которого вошли:
  - все сельсоветы Агрызского, Елабужского и Бондюжского районов.
- Зеленодольский сельский район, в состав которого вошли:
  - Дубьязский, Зеленодольский, Верхнеуслонский, Нурлатский районы полностью;
  - Бимерский, Большедербышкинский, Борисоглебский, Семиозёрский, Сухорецкий, Усадский и Хохловский сельсоветы Высокогорского района.
- Куйбышевский сельский район, в состав которого вошли:
  - Алькеевский и Куйбышевский районы полностью.
- Лениногорский сельский район, в состав которого вошли:
  - Лениногорский район полностью;
  - сельсоветы Первомайского района, не вошедшие в состав Октябрьского района.
- Мамадышский сельский район, в состав которого вошли:
  - Мамадышский район полностью;
  - Биектауский, Большемашлякский, Козяково-Челнинский, Кугарчинский, Кутлу-Букашский, Нижне-Тимерелекский, Шеморбашский, Шумбутский и Юлсубинский сельсоветы части Рыбно-Слободского района;
  - Лубянский поссовет, Ишкеевский, Кемеш-Кульский, Кляушский, Нижнеискубашский, Нижнерусский, Нижнетаканышский, Нижнешандерский, Олуязский, Тавельский, Шадчинский сельсоветы Таканышского района.
- Мензелинский сельский район, в состав которого вошли:
  - Актанышский, Мензелинский районы полностью;
  - Атряклинский, Иркеняшский, Мушугинский сельсоветы Муслюмовского района.
- Октябрьский сельский район, в состав которого вошли:
  - Аксубаевский, Октябрский районы полностью;
  - Амзинский, Кульбаево-Марасинский, Староальметьевский сельсоветы Билярского района;
  - Новокалеевский и Ульяновский сельсоветы Первомайского районов.
- Пестречинский сельский район, в состав которого вошли:
  - Лаишевский, Пестречинский районы полностью;
  - Высокогорский, Константиновский, Кощаковский, Красносельский, Новосельский, Пермяковский, Салмачинский, Чепчуговский, Шапшинский и Ямашурминский сельсоветы Высокогорского района;
  - сельсоветы Рыбно-Слободского района, за исключением вошедших в состав Мамадышского района.
- Сабинский сельский район, в состав которого вошли:
  - Кукморский, Сабинский районы полностью;
  - Абдинский, Важашурский, Каркауский, Ныртинский и Чарлинкий сельсоветы Таканышского района.
- Сармановский сельский район, в состав которого вошли:
  - Сармановский район полностью;
  - сельсоветы Муслюмовского района, за исключением вошедших в состав Мензелинского района.
- Тетюшский сельский район, в состав которого вошли:
  - Камско-Устьинский, Тетюшский районы полностью;
  - сельсоветы Апастовского района, не вошедшие в Буинский район;
  - часть Буинского района.
- Челнинский сельский район, в состав которого вошли:
  - Челнинский район полностью;
  - Александро-Слободский, Ахметьевский, Багряжский, Бегшевский, Верхнешипкинский, Зычебашский, Нижнебишевский, Поповский, Токмакский сельсоветы Заинского района;
  - сельсоветы Шереметьевского района, за исключением вошедших в состав Чистопольского района.
- Чистопольский сельский район, в состав которого вошли:
  - Алексеевский, Чистопольский районы полностью;
  - сельсоветы Билярского района, за исключением вошедших в состав Октябрьского района;
  - сельсоветы Новошешминского, за исключением вошедших в состав Альметьевского района;
  - Елантовский, Карамалинский, Старошешминский сельсоветы Шереметьевского района.
- Елабуга, Нурлат и Набережные Челны отнесены к категории городов республиканского подчинения;
- рабочие посёлки Азнакаево и Актюбинский подчинены Альметьевскому горсовету;
- рабочие посёлки Бавлы, Карабаш и Уруссу подчинены Бугульминскому горсовету;
- рабочий посёлок Бондюжский и город районного подчинения Агрыз подчинены Елабужскому горсовету;
- рабочие посёлки Зелёная Роща и Шугурово подчинены Лениногорскому горсовету;
- рабочие посёлки Васильево, Нижние Вязовые и Юдино подчинены Зеленодольскому горсовету;
- рабочие посёлки Заинск, Нижнекамский и Новый Зай подчинены Набережно-Челнинскому горсовету[56][57].

- в июле 1963 года создан Азнакаевский промышленный район, в который вошли рабочие посёлки Азнакаево и Актюбинский[58].

##### 1964
Созданы 3 района:
- Агрызский сельский район, в состав которого вошли:
  - город Агрыз Елабужского горсовета;
  - Азевский, Бимский, Варзинский, Волковский, Иж-Бобьинский, Исенбаевский, Кадралинский, Кадыбашский, Красноборский, Крындинский, Кучуковский, Назярский, Новоаккузинский, Новобизякинский, Салаушский, Сарсак-Омгинский, Старосляковский, Старочекалдинский, Сукманский, Терсинский и Шаршадинский сельсоветы Елабужского сельского района.
- Алексеевский сельский район, в состав которого вошли:
  - Алексеевский, Билярский, Большетиганский, Бутлеровский, Войкинский, Емелькинский, Ерыклинский, Краснобаранский, Куркульский, Лебединский, Лебяжинский, Левашевский, Лягушкинский, Майнский, Нижнекондратинский, Подлесно-Шенталинский, Среднетиганский; Старотатарско-Адамский, Степношенталинский и Ялкынский сельсоветы Чистопольского сельского района;
  - Бураковский и Измерский сельсоветы Куйбышевского сельского района.
- Апастовский сельский район, в состав которого вошли:
  - Альмендеровский, Апастовский, Байрашевский, Бишевский, Болышеатрясский, Большеболгоярский, Большекокузский, Варваринский, Ишеевский, Красновидовский, Починок-Енаевский, Старобарышевский, Староказеевский, Староюмралинский, Теньковский, Чуру-Барышевский сельсоветы Тетюшского сельского района;
  - Араслановский, Большекайбицкий, Большеподберезинский, Большерусаковский, Булым-Булыхчинский, Бурундуковский, Верхнеаткозинский, Верхнеиндырчинский, Деушевский, Кзыл-Тауский, Молькеевский, Надеждинский, Сатламышевский, Среднебалтаевский, Ульянковский, Федоровский, Хозесановский, Черемшанский, Чутеевский, Шамбулыхчинский, Эбалаковский сельсоветы Буинского сельского района;
  - Канашский, Коргузинский и Майданский сельсоветы Зеленодольского района[59].

##### 1965
Созданы 15 районов:
- Азнакаевский, в состав которого вошли:
  - рабочие посёлки Азнакаево, Актюбинский Азнакаевского промышленного района (сам район упраздняется);
  - Агерзинский, Асеевский, Балтачевскип, Какре-Елгинский, Карамалинский, Мальбагушский, Масягутовский, Сапеевский, Сарлинский, Сухояшский, Тумутукский, Урсаевский, Учаллинский , Чалпинский, Чубар-Абдулловский сельсоветы Альметьевского района;
  - Вахитовский, Верхнестярлинский, Микулинский, Чемодуровский сельсоветы Бугульминского района.
- Аксубаевский, в состав которого вошли:
  - Аксубаевский, Кривоозерский, Мюдовский, Новоаксубаевский, Новоибрайкинский, Новокиреметский, Новотимошкинский, Саврушский, Староибрайкинский, Староильдеряковский, Старокиязлинский , Старокиреметский, Староткмошкинский, Староузеевский, Сунчелеевский, Трудолюбовский, Урмандеевский Октябрьского района;
- Актанышский, в состав которого вошли:
  - Дербёшкинский поссовет, Аккузовский, Актанышский, Атясевский, Верхнеяхшеевский , Казкеевский, Кировский, Кузякинский, Куяновский, Новоалимовский, Новокурмашевский, Поисевский, Староаймановский, Старобайсаровский, Старобугадинский, Старокурмашевский, Старосафаровский, Старосемиостровский, Такталачукский, Татарско-Азибейский, Татарско-Суксинский, Татарско-Ямалинский, Тлякеевский, Тюковский, Чишминский, Чуракаевский сельсоветы Мензелинского района.
- Алькеевский, в состав которого вошли:
  - Базарно-Матакский, Борискинский, Верхнеколчуринский, Каргопольский, Кошкинский, Нижнеалькеевский, Новобаллыкульский, Новотумбинский, Новоургагарский, Салманский, Староалпаровский, Старокамкинский, Староматакский, Старосалманский, Старосихтериинский, Старочелнинский, Татарско-Ахметьевский, Чувашско-Бурнаевский, Шибашинский, Юхмачинский сельсоветы Куйбышевского района.
- Бавлинский, в состав которого вошли:
  - рабочие посёлки Бавлы, Уруссу Бугульминского горсовета;
  - Акбашский, Байрякинский, Байряки-Тамакский, Дмитриевский , Дымтамакский , Исергаповский, Каракашлинский, Кзыл-Ярский, Крым-Сарайский, Покровско-Урустамакский, Поповский, Потапово-Тумбарлинский, Салиховский, Старокаразерикский, Татарско-Кандызский, Тумбарлинский, Удмуртско-Ташлинский, Уруссинский, Шалтинский, Ютазинский сельсоветы Бугульминского района.
- Балтасинский, в состав которого вошли:
  - Арборский, Балтасинский, Бурнакский, Верхнесубашский, Дургинский, Карадуванский;, Норминский, Нуринерский, Пижмарский, Салаусский, Сосновский, Среднекушкетский, Уринский, Ципьинскиий, Янгуловский сельсоветы Арского района.
- Верхнеуслонский, в состав которого вошли:
  - Канашский, Коргузинский и Майданский сельсоветы Апастовского района;
  - Бурнашевский, Введенско-Слободской, Верхнеуслонский, Кильдеевский, Ключищенский, Кураловский, Макуловский, Матюшинский, Набережно-Морквашский, Нижнеуслонский, Новорусско-Маматкозинский, Шеланговский сельсоветы Зеленодольского района.
- Высокогорский, в состав которого вошли:
  - Айбашский, Алан-Бексерский, Альдермышский, Бимерский, Большебитаманский, Большедербышкинский, Большековалинский, Борисоглебский, Дубъязский, Казакларский, Мемдельский, Село-Алатский, Семиозёрский, Суксинский, Сухорецкий, Ташлы-Ковалинский, Усадский, Чиршинский, Шуманский сельсоветы Арского района;
  - Высокогорский, Красносельский, Новосельский, Пермяковский, Чепчуговский, Шапшинский, Ямашурминский сельсоветы Пестречинского района.
- Камско-Устьинский, в состав которого вошли:
  - рабочие посёлки Камское Устье, Куйбышевский Затон Тетюшского района;
  - Варваринский, Красновидовский, Старобарышевский, Староазеевский, Теньковский сельсоветы Апастовского района;
  - Балтачевский, Большебуртасский, Большекармалинский, Большекляринский, Большемереткозинский, Клянчеевский, Малосалтыковский, Сюкеевский, Уразлинский, Янгасалский сельсоветы Тетюшского района.
- Кукморский, в состав которого вошли:
  - рабочий посёлок Кукмор Сабинского района;
  - рабочий посёлок Лубяны Мамадышского района;
  - Кляушский, Нижнеискубашский, Нижнерусский сельсоветы Мамадышского района;
  - Байлянгарский, Березнякский, Большекукморский, Большесардекский, Важашурский, Каркаусский, Кошкинский, Манзарасский, Ныртинский, Нырьинский, Олуязский, Ошторма-Юмьинский, Починок-Кучуковский, Псякский, Сардекбашский, Село-Чуринский, Среднекуморский, Чарлинский, Ядыгерский, Яныльский сельсоветы Сабинского района.
- Лаишевский, в состав которого вошли:
  - рабочий посёлок Лаишево Пестречинского района;
  - Александровский, Большекабанский, Бутырский, Егорьевский, Емельяновский, Караишевский, Кирбинский, Куюковский, Малоелгинский, Нармонский, Никольский, Пелевский, Песчано-Ковалинский, Рождественский, Сапугольский, Сокуровский, Столбищенский, Тарлашинскии, Татарско-Сараловский, Татарско-Янтыкский, Чирповский сельсоветы Пестречинского района.
- Муслюмовский район, в состав которого вошли:
  - Амикеевский, Баланнинский, Баюковский, Исансуповский, Кряш-Шуракский, Мелля-Тамакский, Митряевский, Михайловский, Муслюмовский, Нижнетабынский, Новоусинский, Октябрьский, Семяковский, Старокарамалинский, Тойгильдинский, Уразметьевский, Шуганский сельсоветы Сармановского района.
- Нижнекамский, в состав которого вошли:
  - рабочий посёлок Нижнекамский Челнинского горсовета;
  - Афанасовский, Каенлинский, Краснокадкинский, Макаровский, Соболековский, Сухаревский, Шереметьевский, Шингальчинский сельсоветы Челнинского района;
  - Старошешминский сельсовет Чистопольского района
- Рыбно-Слободский, в состав которого вошли:
  - Биектауский, Большемашлякский, Козяково-Челнинский, Кугарчинский, Кутлу-Букашский, Нижнетимерлекский, Шеморбашский, Шумбутский, Юлсубинский сельсоветы Мамадышского района.
  - Байтеряковский, Балыклы-Чукаевский, Бетьковский, Большекульгинский, Большеошнякский, Большесалтанский, Корноуховский, Новоарышский, Русско-Ошнякский, Рыбно-Слободский, Сорочьегорский, Троицко-Урайский, Урахчинский, Шетнево-Черемышевский, Шумковский сельсоветы Пестречинского района.
- Черемшанский, в состав которого вошли:
  - Беркет-Ключевский, Верхнекаменский, Ивашкинский, Карамышевский, Лашманский, Мордовско-Афонькинский, Староутямышский , Черемшанский, Шешмииский сельсоветы Октябрьского района;
  - Кутушский, Старокадеевский, Ульяновский сельсоветы Октябрьского района.
- Байрашевский, Болышеатрясский сельсоветы Апастовского района передаются Тетюшскому району;
- Бураковский и Измерский сельсоветы Алексеевского района передаются Куйбышевскому району;
- рабочий посёлок Бонджский Елабужского горсовета передаётся Елабужскому району;
- рабочие посёлки Васильево, Юдино, Нижние Вязовые Зеленодольского горсовета передаются Зеленодольскому району;
- рабочие посёлки Новый Зай, Заинск Челнинского горсовета передаются Челнинскому району[60].

##### 1966—1991
1966 — восстановлен Дрожжановский район, в состав которого вошли:
- Алёшкино-Саплыкский, Большеаксинский, Большецильнинский, Городищенский, Звездинский, Малоцильнинский, Марсовский, Матакский, Нижнечекурский, Новоильмовский, Новоишлинский, Село-Убейский, Стародрожжановский, Старокакерлинский, Старочукалинский, Старошаймурзинский, Татарско-Шатрашанский, Чувашско-Дрожжановский, Шланговский сельсоветы Буинского района[61].

1972 — восстановлен Заинский район.
1976 — Челнинский район переименован в Тукаевский.
1983 — восстановлен Новошешминский район.
1985 — восстановлен Менделеевский район (бывш. Бондюжский).
1986 — На 1986 год территория Татарской АССР делилась на 39 районов (в них 851 сельсовет и 23 поссовета) и 10 городов республиканского подчинения.
1990 — восстановлен Атнинский район (бывш. Тукаевский в 1956—1963).
1991 — восстановлены Кайбицкий, Тюлячинский и Ютазинский районы. Куйбышевский район переименован в Спасский.

#### Постсоветский период
1997 — Октябрьский район переименован в Нурлатский.

## Муниципальное устройство
Современное муниципальное устройство Республики Татарстан установлено в соответствии с Федеральным законом от 6 октября 2003 года № 131-ФЗ «Об общих принципах организации местного самоуправления в Российской Федерации».
В рамках муниципального устройства республики, в границах административно-территориальных единиц Татарстана образованы муниципальные образования:
- 2 городских округа,
- 43 муниципальных района,
  - 39 городских поселений
  - 872 сельских поселения

| год                   | 2008 | 2009 | 2010 | 2011 | 2012 | 2013 | 2014 | 2015 | 2016 | 2017 | 2018 |
| городских округов     | 2    | 2    | 2    | 2    | 2    | 2    | 2    | 2    | 2    | 2    | 2    |
| муниципальных районов | 43   | 43   | 43   | 43   | 43   | 43   | 43   | 43   | 43   | 43   | 43   |
| городских поселений   | 38   | 38   | 38   | 38   | 38   | 38   | 38   | 38   | 39   | 39   | 39   |
| сельских поселений    | 916  | 916  | 916  | 906  | 891  | 891  | 872  | 872  | 872  | 872  | 872  |
| всего                 | 999  | 999  | 999  | 989  | 974  | 974  | 955  | 955  | 956  | 956  | 956  |

### Муниципальные районы и городские округа
| №         | Русское название              | Татарское название   | Флаг | Герб | Административный центр  | Кол-во МО | Кол-во НП | Площадь, км² | Население, чел. (2024 г.) | Плотность населения, чел./км² |
| --------- | ----------------------------- | -------------------- | ---- | ---- | ----------------------- | --------- | --------- | ------------ | ------------------------- | ----------------------------- |
| 1e-06     | Муниципальные районы (районы) |                      |      |      |                         |           |           |              |                           |                               |
| 1         | Агрызский район               | Әгерҗе районы        |      |      | г. Агрыз                | 22        | 72        | 1 796,62     | ↘34 401                   | 19.1                          |
| 2         | Азнакаевский район            | Азнакай районы       |      |      | г. Азнакаево            | 28        | 78        | 2 168,65     | ↘58 966                   | 27.2                          |
| 3         | Аксубаевский район            | Аксубай районы       |      |      | пгт Аксубаево           | 21        | 79        | 1 439,16     | ↘27 102                   | 18.8                          |
| 4         | Актанышский район             | Актаныш районы       |      |      | с. Актаныш              | 26        | 87        | 2 034,00     | ↘28 534                   | 14                            |
| 5         | Алексеевский район            | Алексеевск районы    |      |      | пгт Алексеевское        | 20        | 59        | 2 074,41     | ↘24 924                   | 12                            |
| 6         | Алькеевский район             | Әлки́ районы          |      |      | с. Базарные Матаки      | 21        | 70        | 1 726,76     | ↘18 481                   | 10.7                          |
| 7         | Альметьевский район           | Әлмә́т районы         |      |      | г. Альметьевск          | 37        | 99        | 2 542,93     | ↗213 235                  | 83.9                          |
| 8         | Апастовский район             | Апа́с районы          |      |      | пгт Апастово            | 22        | 73        | 1 047,52     | ↘19 093                   | 18.2                          |
| 9         | Арский район                  | Арча районы          |      |      | г. Арск                 | 17        | 128       | 1 843,65     | ↘51 031                   | 27.7                          |
| 10        | Атнинский район               | Әтнә районы          |      |      | с. Большая Атня         | 12        | 47        | 681,36       | ↘12 553                   | 18.4                          |
| 11        | Бавлинский район              | Баулы районы         |      |      | г. Бавлы                | 14        | 40        | 1 222,85     | ↘33 581                   | 27.5                          |
| 12        | Балтасинский район            | Балта́ч районы        |      |      | пгт Балтаси             | 18        | 77        | 1 094,50     | ↘33 229                   | 30.4                          |
| 13        | Бугульминский район           | Бөгелмә́ районы       |      |      | г. Бугульма             | 19        | 65        | 1 433,07     | ↘101 975                  | 71.2                          |
| 14        | Буинский район                | Буа районы           |      |      | г. Буинск               | 31        | 97        | 1 543,57     | ↘40 172                   | 26                            |
| 15        | Верхнеуслонский район         | Югары́ Осла́н районы   |      |      | с. Верхний Услон        | 20        | 74        | 1 302,82     | ↗17 495                   | 13.4                          |
| 16        | Высокогорский район           | Биекта́у районы       |      |      | п. жд. ст. Высокая Гора | 25        | 124       | 1 574,25     | ↗56 047                   | 35.6                          |
| 17        | Дрожжановский район           | Чүпрәле районы       |      |      | с. Старое Дрожжаное     | 19        | 52        | 1 029,54     | ↘20 994                   | 20.4                          |
| 18        | Елабужский район              | Алабуга́ районы       |      |      | г. Елабуга              | 16        | 50        | 1 401,41     | ↘85 475                   | 61                            |
| 19        | Заинский район                | Зәй районы           |      |      | г. Заинск               | 23        | 86        | 1 900,78     | ↘53 731                   | 28.3                          |
| 20        | Зеленодольский район          | Зеленодо́л районы     |      |      | г. Зеленодольск         | 24        | 106       | 1 439,72     | ↗169 469                  | 117.7                         |
| 21        | Кайбицкий район               | Кайбыч районы        |      |      | с. Большие Кайбицы      | 17        | 57        | 995,36       | ↘12 907                   | 13                            |
| 22        | Камско-Устьинский район       | Кама Тамагы районы   |      |      | пгт Камское Устье       | 20        | 52        | 1 198,80     | ↘14 460                   | 12.1                          |
| 23        | Кукморский район              | Кукмара районы       |      |      | г. Кукмор               | 30        | 124       | 1 490,00     | ↗51 693                   | 34.7                          |
| 24        | Лаишевский район              | Лае́ш районы          |      |      | г. Лаишево              | 24        | 69        | 2 094,43     | ↗61 794                   | 29.5                          |
| 25        | Лениногорский район           | Лениногорск районы   |      |      | г. Лениногорск          | 25        | 67        | 1 843,22     | ↘79 506                   | 43.1                          |
| 26        | Мамадышский район             | Мамадыш районы       |      |      | г. Мамадыш              | 29        | 130       | 2 612,52     | ↘40 625                   | 15.6                          |
| 27        | Менделеевский район           | Менделеевск районы   |      |      | г. Менделеевск          | 15        | 36        | 744,90       | ↗30 839                   | 41.4                          |
| 28        | Мензелинский район            | Минзәлә районы       |      |      | г. Мензелинск           | 20        | 70        | 1 919,75     | ↘27 131                   | 14.1                          |
| 29        | Муслюмовский район            | Мөслим районы        |      |      | с. Муслюмово            | 19        | 71        | 1 464,31     | ↘19 109                   | 13                            |
| 30        | Нижнекамский район            | Түбән Кама районы    |      |      | г. Нижнекамск           | 17        | 65        | 1 733,54     | ↗277 544                  | 160.1                         |
| 31        | Новошешминский район          | Яңа Чишмә районы     |      |      | с. Новошешминск         | 15        | 30        | 1 317,52     | ↗13 282                   | 10.1                          |
| 32        | Нурлатский район              | Нурлат районы        |      |      | г. Нурлат               | 27        | 83        | 2 308,95     | ↘53 200                   | 23                            |
| 33        | Пестречинский район           | Питрә́ч районы        |      |      | с. Пестрецы             | 21        | 74        | 1 339,54     | ↗62 094                   | 46.4                          |
| 34        | Рыбно-Слободский район        | Балык Бистәсе районы |      |      | пгт Рыбная Слобода      | 27        | 78        | 2 041,41     | ↘24 340                   | 11.9                          |
| 35        | Сабинский район               | Саба районы          |      |      | пгт Богатые Сабы        | 20        | 67        | 1 097,74     | ↘30 586                   | 27.9                          |
| 36        | Сармановский район            | Сарман районы        |      |      | с. Сарманово            | 23        | 72        | 1 385,56     | ↗34 655                   | 25                            |
| 37        | Спасский район                | Спас районы          |      |      | г. Болгар               | 17        | 46        | 2 022,14     | ↘18 405                   | 9.1                           |
| 38        | Тетюшский район               | Тәтеш районы         |      |      | г. Тетюши               | 21        | 75        | 1 638,42     | ↘20 648                   | 12.6                          |
| 39        | Тукаевский район              | Тукай районы         |      |      | г. Набережные Челны     | 23        | 88        | 1 729,49     | ↗46 760                   | 27                            |
| 40        | Тюлячинский район             | Теләче районы        |      |      | с. Тюлячи               | 13        | 53        | 844,08       | ↘13 736                   | 16.3                          |
| 41        | Черемшанский район            | Чирмешән районы      |      |      | с. Черемшан             | 18        | 48        | 1 364,28     | ↘18 371                   | 13.5                          |
| 42        | Чистопольский район           | Чистай районы        |      |      | г. Чистополь            | 24        | 61        | 1 818,27     | ↘74 685                   | 41.1                          |
| 43        | Ютазинский район              | Ютазы районы         |      |      | пгт Уруссу              | 11        | 38        | 760,57       | ↘20 116                   | 26.4                          |
| 43.000002 | Городские округа              |                      |      |      |                         |           |           |              |                           |                               |
| 44        | Казань                        | Казан                |      |      | г. Казань               | —         | 1         | 614,16       | ↗1 329 825                | 2165.3                        |
| 45        | Набережные Челны              | Яр Чаллы             |      |      | г. Набережные Челны     | —         | 1         | 160,91       | ↗548 221                  | 3407                          |

См. Города республиканского значения

### Образования и упразднения муниципальных образований
Законом Республики Татарстан от 21 марта 2005 года № 57-ЗРТ преобразованы муниципальные образования Менделеевского района:
- «Енабердинское сельское поселение» (адм. центр — д. Енабердино) образовано из части территории «Камаевского сельского поселения»;
- «Мунайкинское сельское поселение» (адм. центр — д. Мунайка) образовано из части территории «Татарско-Челнинского сельского поселения».

Законом Республики Татарстан от 28 декабря 2007 года № 69-ЗРТ преобразованы муниципальные образования:
- «Константиновское сельское поселение» Высокогорского района упразднено, вошло в состав городского округа «город Казань».

Законом Республики Татарстан от 13 октября 2008 года № 104-ЗРТ преобразованы муниципальные образования Альметьевского района:
- «Урсалинское сельское поселение» упразднено, вошло в состав «Новоникольского сельского поселения» (адм. центр — с. Новоникольск).

Законом Республики Татарстан от 20 ноября 2008 года № 110-ЗРТ преобразованы муниципальные образования Нурлатского района:
- «Бикуловское сельское поселение» (адм. центр — д. Бикулово) образовано из части территории «Фомкинского сельского поселения».

Законом Республики Татарстан от 16 мая 2010 года № 18-ЗРТ преобразованы муниципальные образования Арского района:
- «Тюбяк-Чекурчинское сельское поселение» упразднено, вошло в состав муниципального образования «город Арск» (адм. центр — г. Арск).

Законом Республики Татарстан от 22 мая 2010 года № 27-ЗРТ преобразованы муниципальные образования Тетюшского района:
- «Малобисяринское сельское поселение» упразднено, вошло в состав «Большешемякинского сельского поселения» (адм. центр — с. Большое Шемякино);
- «Малоатрясское сельское поселение» упразднено, вошло в состав «Большеатрясского сельского поселения» (адм. центр — с. Большие Атряси);
- «Вожжинское сельское поселение» упразднено, вошло в состав «Сюндюковского сельского поселения» (адм. центр — с. Сюндюково);
- «Починок-Ново-Льяшевское сельское поселение» упразднено, вошло в состав «Кошки-Новотимбаевского сельского поселения» (адм. центр — с. Кошки-Новотимбаево);
- «Алекино-Полянское сельское поселение» упразднено, вошло в состав «Фёдоровского сельского поселения» (адм. центр — с. Фёдоровка);
- «Чувашско-Черепановское сельское поселение» упразднено, вошло в состав «Бакрчинского сельского поселения» (адм. центр — с. Бакрчи).

Законом Республики Татарстан от 30 июня 2010 года № 42-ЗРТ преобразованы муниципальные образования Лаишевского района:
- «Караишевское сельское поселение» упразднено, вошло в состав «Нармонского сельского поселения» (адм. центр — с. Нармонка).

Законом Республики Татарстан от 3 июля 2010 года № 48-ЗРТ преобразованы муниципальные образования Черемшанского района:
- «Нижнечегодайское сельское поселение» упразднено, вошло в состав «Черемшанского сельского поселения» (адм. центр — с. Черемшан).

Законом Республики Татарстан от 30 июня 2011 года № 36-ЗРТ преобразованы муниципальные образования Пестречинского района:
- «Званковское сельское поселение» упразднено, вошло в состав «Кощаковского сельского поселения» (адм. центр — с. Кощаково).

Законом Республики Татарстан от 1 августа 2011 года № 53-ЗРТ преобразованы муниципальные образования Арского района:
- «Венетинское сельское поселение» упразднено, вошло в состав «Старочурилинского сельского поселения» (адм. центр — с. Старое Чурилино);
- «Кошлаучское сельское поселение» упразднено, вошло в состав «Утар-Атынского сельского поселения» (адм. центр — с. Утар-Аты);
- «Купербашское сельское поселение» упразднено, вошло в состав «Старокырлайского сельского поселения» (адм. центр — с. Нижние Метески);
- «Училинское сельское поселение» упразднено, вошло в состав «Новокырлайского сельского поселения» (адм. центр — с. Новый Кырлай);
- «Нусинское сельское поселение» упразднено, вошло в состав «Шушмабашского сельского поселения» (адм. центр — с. Шушмабаш);
- «Староашитское сельское поселение» упразднено, вошло в состав «Ташкичинского сельского поселения» (адм. центр — с. Ашитбаш);
- «Казанбашское сельское поселение» и «Среднепшалымское сельское поселение» упразднены, вошли в состав «Урнякского сельского поселения» (адм. центр — п. Урняк);
- «Сюрдинское сельское поселение» и «Шурабашское сельское поселение» упразднены, вошли в состав «Новокинерского сельского поселения» (адм. центр — с. Новый Кинер);
- «Сикертанское сельское поселение» и «Смак-Корсинское сельское поселение» упразднены, вошли в состав «Сизинского сельского поселения» (адм. центр — с. Смак-Корса).

Законом Республики Татарстан от 18 ноября 2011 года № 87-ЗРТ преобразованы муниципальные образования Актанышского района:
- «Чишминское сельское поселение» упразднено, вошло в состав «Аккузовского сельского поселения» (адм. центр — с. Аккузово);
- «Ново-Курмашевское сельское поселение» упразднено, вошло в состав «Татарско-Суксинского сельского поселения» (адм. центр — с. Татарские Суксы).

Законом Республики Татарстан от 13 апреля 2013 года № 31-ЗРТ преобразованы муниципальные образования Тетюшского района:
- «Малошемякинское сельское поселение» упразднено, вошло в состав «Большешемякинского сельского поселения» (адм. центр — с. Большое Шемякино);
- «Тоншерминское сельское поселение» упразднено, вошло в состав «Кляшевского сельского поселения» (адм. центр — с. Кляшево);
- «Лаптевское сельское поселение» упразднено, вошло в состав «Монастырского сельского поселения» (адм. центр — с. Монастырское);
- «Чинчуринское сельское поселение» упразднено, вошло в состав «Нармонского сельского поселения» (адм. центр — с. Нармонка);
- «Богдашкинское сельское поселение» и «Ивановское сельское поселение» упразднены, вошли в состав «Урюмского сельского поселения» (адм. центр — с. Пролей-Каша).

Законом Республики Татарстан от 27 апреля 2013 года № 42-ЗРТ преобразованы муниципальные образования Высокогорского района:
- «Пермяковское сельское поселение» упразднено, вошло в состав «Высокогорского сельского поселения» (адм. центр — с. Высокая Гора);
- «Сосновское сельское поселение» упразднено, вошло в состав «Бирюлинского сельского поселения» (адм. центр — п. Бирюлинского зверосовхоза);
- «Чиршинское сельское поселение» и «Шуманское сельское поселение» упразднены, вошли в состав «Берёзкинского сельского поселения» (адм. центр — с. Берёзка).

Законом Республики Татарстан от 20 мая 2013 года № 36-ЗРТ преобразованы муниципальные образования Мамадышского района:
- «Дигитлинское сельское поселение» упразднено, вошло в состав «Якинского сельского поселения» (адм. центр — с. Нижние Яки);
- «Крещено-Пакшинское сельское поселение» упразднено, вошло в состав «Красногорского сельского поселения» (адм. центр — п. свх «Мамадышский»);
- «Малмыжское сельское поселение» упразднено, вошло в состав «Куюк-Ерыксинского сельского поселения» (адм. центр — с. Новый Кумазан);
- «Рагозинское сельское поселение» и «Секинесское сельское поселение» упразднены, вошли в состав «Омарского сельского поселения» (адм. центр — с. Омары).

Законом Республики Татарстан от 14 июня 2013 года № 46-ЗРТ преобразованы муниципальные образования Спасского района:
- «Иж-Борискинское сельское поселение» упразднено, вошло в состав «Среднеюрткульского сельского поселения» (адм. центр — с. Средний Юрткуль).

Законом Республики Татарстан от 22 июля 2013 года № 69-ЗРТ преобразованы муниципальные образования Зеленодольского района:
- «Большеходяшевское сельское поселение» и «Мизиновское сельское поселение» упразднены, вошли в состав городского поселения «посёлок городского типа Нижние Вязовые» (адм. центр — пгт Нижние Вязовые).

Законом Республики Татарстан от 18 октября 2013 года № 81-ЗРТ преобразованы муниципальные образования Рыбно-Слободского района:
- «Сорочье-Горское сельское поселение» упразднено, вошло в состав «Большеелгинского сельского поселения» (адм. центр — с. Большая Елга).

Законом Республики Татарстан от 13 декабря 2014 года № 115-ЗРТ преобразованы муниципальные образования Верхнеуслонского района:
- городское поселение «город Иннополис» (адм. центр — г. Иннополис) образовано из части территории «Введенско-Слободского сельского поселения».